# Matériel moteur préservé de la SNCF
 (février 2023).
Le matériel moteur préservé de la SNCF concerne l'ensemble du matériel moteur de la SNCF hors service ou en cours de retrait faisant l'objet d'une conservation. L'entreprise se séparant d'une partie de son matériel au fil des années, cette liste est en constante évolution.
La liste qui suit ne liste que les engins ayant fait partie des inventaires de la SNCF et immatriculés par elle. En sont exclus les matériels ayant uniquement connu les anciennes compagnies ou ceux issus des réseaux industriels. De plus, sont considérés comme engins conservés les engins dont la caisse est entière et pouvant rouler, ainsi que les engins démotorisés. Les parties d'engins, comme une face seule ou un pupitre de conduite seul, et les engins conservés comme réserves de pièces, ne sont pas listés. Sont également indiqués les engins ayant été préservés mais ferraillés par la suite.

## Locomotives

### Locomotives vapeurs

#### 111
- 111 No 6 de la compagnie de l'Avignon-Marseille puis PLM. Préservée par la Cité du Train.
- 111 Buddicom No 33 de la compagnie de St Germain puis État. Préservée par la Cité du Train.
- 111 No 5 compagnie de l'Est. Préservée par la Cité du Train.

#### 210
- 210 Crampton No 80 de la compagnie de l'Est. Préservée par la Cité du Train.

#### 120
- 120 A 36 Parthenay, de la compagnie de l'État. Préservée par la Cité du Train.

#### 121
- 121 A 340, compagnie du PO, Préservée par la Cité du Train.

#### 2-221 A
- 221 A 30 : préservée par la Cité du train. Locomotive ex-compagnie du Nord.

#### 2110
- 2110 No 701, compagnie du Nord, Préservée par la Cité du Train.

#### 032
- 032 TA 312 Engerth, compagnie du Midi, Préservée par la Cité du Train.

#### 3-030 C
- 030 C 815 : préservée par la Cité du Train ;
- 030 C 841 : préservée par le Canadian Railway Museum à Saint-Constant au Canada.

#### 3-030 TA
- 030 TA 628 : préservée par la Cité du Train. Locomotive ex-compagnie de l'Ouest.

#### 030 A
- 030 A 1 : préservée par la Cité du Train. Locomotive ex-compagnie du PLM.

#### 030 «TB»
- 030 « TB » 2 : préservée par la Cité du Train. Locomotive ayant été restaurée par trois ateliers, et qui est finalement une locomotive sans aucun organe, qui ne correspond plus au type d'origine, à savoir une Bourbonnais PLM. Locomotive présentée comme une TB, alors que ces machines n'ont jamais connues d'immatriculations SNCF[1]. Sert d'enseigne à la Cité du Train.

#### 1-030 TB
- 030 TB 130 : préservée en état de marche par le Chemin de fer touristique du Rhin (CFTR)  Classé MH (1990)[2] ;
- 030 TB 134 : préservée en état de marche par le Chemin de fer touristique du Rhin (CFTR)  Classé MH (1992)[3].

#### 030 TU
- 030 TU 13 : préservée par le Pacific Vapeur Club (PVC) ;
- 030 TU 22 : préservée par l’AJECTA au Musée vivant du chemin de fer.

#### 4-030 TX
- 030 TX 1 : exposée en monument devant les locaux de l'Office national des chemins de fer (ONCF) à Rabat au Maroc.

#### 1-130 B
- 130 B 348 : préservée par l’AJECTA au Musée vivant du chemin de fer. Locomotive ex-compagnie de l'Est.
- 130 B 439 : exposée en monument à Capdenac-Gare (Aveyron). Locomotive ex-compagnie de l'Est.
- 130 B 476 : préservée par l’AJECTA au Musée vivant du chemin de fer  Classé MH (1988)[4]. Locomotive ex-compagnie de l'Est.

#### 1-131 TB
- 131 TB 31 : préservée par la Cité du Train. Locomotive ex-compagnie de l'Est.

#### 220
- 220 A 75, ex C 145 PLM, Préservée par la Cité du Train.

#### 4-230 B
- 230 B 614 : préservée par la Cité du Train. Locomotive ex-compagnie du Midi.

#### 5-230 B
- 230 B 114 : préservée par la Cité du Train. Locomotive ex-compagnie du PLM.

#### 3-230 C
- 230 C 531 : préservée au château de Saint-Fargeau (Yonne). Locomotive ex-compagnie de l'Ouest.

#### 2-230 D
- 230 D 9 : préservée par le Chemin de fer touristique de la vallée de l'Aa (CFTVA). Locomotive ex-compagnie du Nord.
- 230 D 116 : préservée par l’AJECTA au Musée vivant du chemin de fer  Classé MH (2022)[5]. Locomotive ex-compagnie du Nord.

#### 4-230 G
- 230 G 352 : préservée par le Chemin de fer touristique du Vermandois (CFTV). Locomotive ex-compagnie du PO.
- 230 G 353 : préservée en état de marche par l'Association pour la Préservation du Patrimoine et des Métiers Ferroviaires (APPMF)  Classé MH (1987)[6]. Locomotive ex-compagnie du PO.

#### 4-231 A
- 231 A 546 : préservée par la Cité du Train. Locomotive ex-compagnie du PO.

#### 2-231 C
- 231 C 78 : préservée par le Centre de la Mine et du Chemin de Fer de Oignies (CMCF)  Inscrit MH (2018)[7]. Locomotive ex-compagnie du Nord.

#### 3-231 D
- 231 D 596 : anciennement préservée par la Cité du Train (à Mulhouse), ferraillée en 1982[réf. souhaitée]. Seul son tender 22-C-306 a été conservé par la Cité du Train : il est présenté écorché sur son flanc gauche afin de pouvoir observer l'intérieur du tender depuis l'extérieur (caisse à eau et soute à charbon), ainsi que pour expliquer le système de tender à écope (pour la prise d’eau en marche). Locomotive ex-compagnie de l'État.

#### 231 E
- 231 E 22 : préservée par la Cité du Train. Locomotive ex-compagnie du Nord.
- 231 E 41 : préservée par l'Amicale des Anciens et Amis de la Traction à Vapeur section Saint-Pierre-des-Corps (AAATV SPDC)  Classé MH (2003)[8]. Locomotive ex-compagnie du Nord.

#### 3-231 G
- 231 G 558 : préservée en état de marche par le Pacific Vapeur Club (PVC)  Classé MH (1984)[9]. Locomotive ex-compagnie de l'État.

#### 5-231 H
- 231 H 8 : préservée par la Cité du Train. Locomotive ex-compagnie du PLM.

#### 231 K

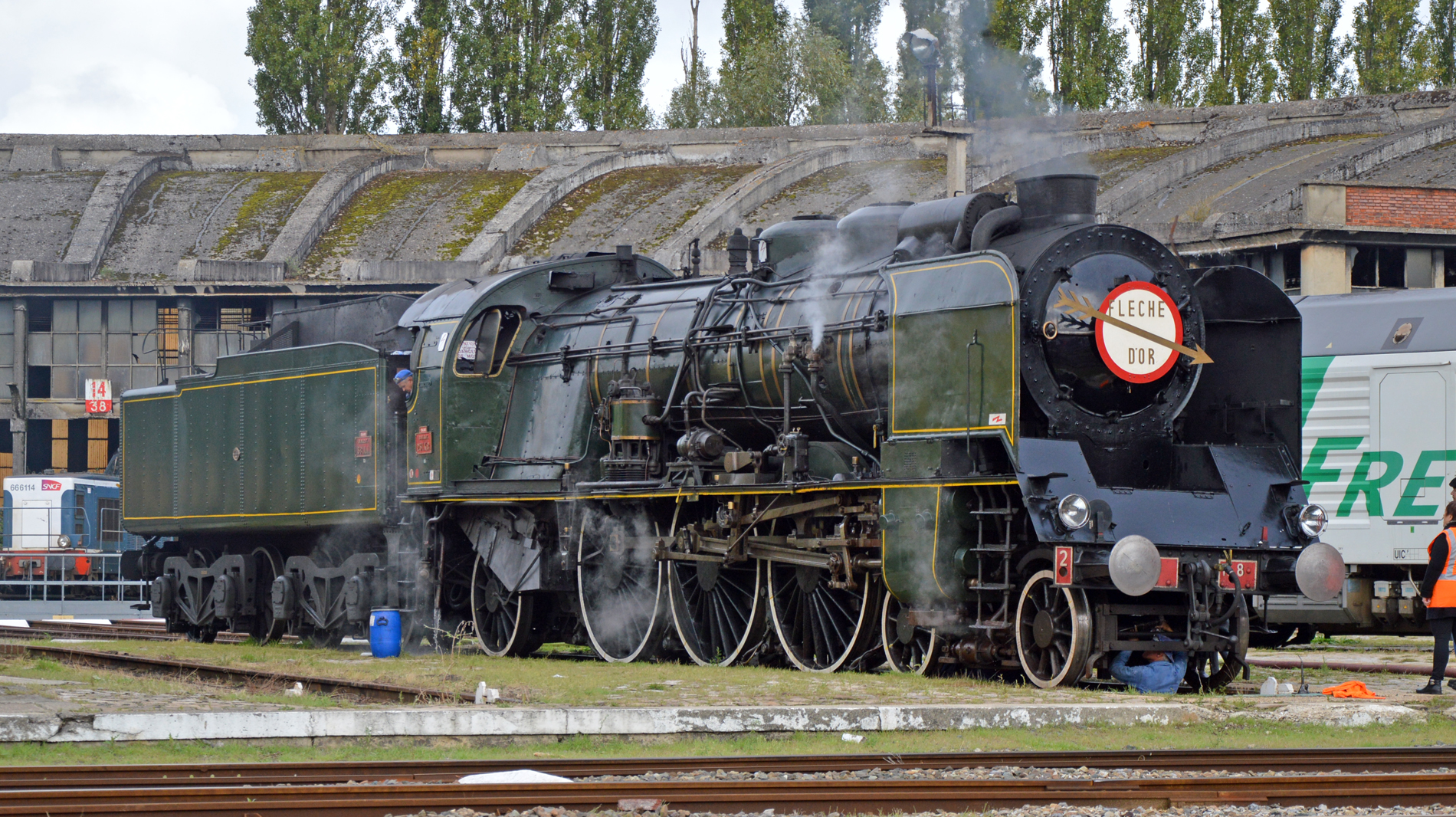
231 K 8 préservée par le MFPN

- 231 K 8 : préservée en état de marche par le Matériel Ferroviaire Patrimoine National (MFPN)  Classé MH (1987)[10]. Locomotive ex-compagnie du PLM.
- 231 K 22 : préservée par le Bahnpark d'Augsbourg en Allemagne. Locomotive ex-compagnie du PLM.
- 231 K 82 : préservée par le Conservatoire Ferroviaire Territoires Limousin Périgord (CFTLP)  Classé MH (2023)[11]. Locomotive ex-compagnie du PLM.

#### 232
- 232 3.1102 compagnie du Nord. Préservée par la Cité du Train.

#### 232 U
- 232 U 1 : préservée par la Cité du Train.

#### 5-040 A
- 040 A 51 : exposée en monument au Syndicat Vinicole de Romanèche-Thorins (Saône-et-Loire). Locomotive ex-compagnie du PLM.

#### 5-040 B
- 040 B 9 : exposée en monument sur un carrefour routier à Carnoules (Var)  Classé MH (1987)[12]. Locomotive ex-compagnie du PLM.

#### 3-040 TA
- 040 TA 137 : préservée par l’AJECTA au Musée vivant du chemin de fer  Classé MH (1988)[13]. Locomotive ex-compagnie de l'État.
- 040 TA 141 : préservée au château de Saint-Fargeau (Yonne). Locomotive ex-compagnie de l'État.

#### 2-140 A

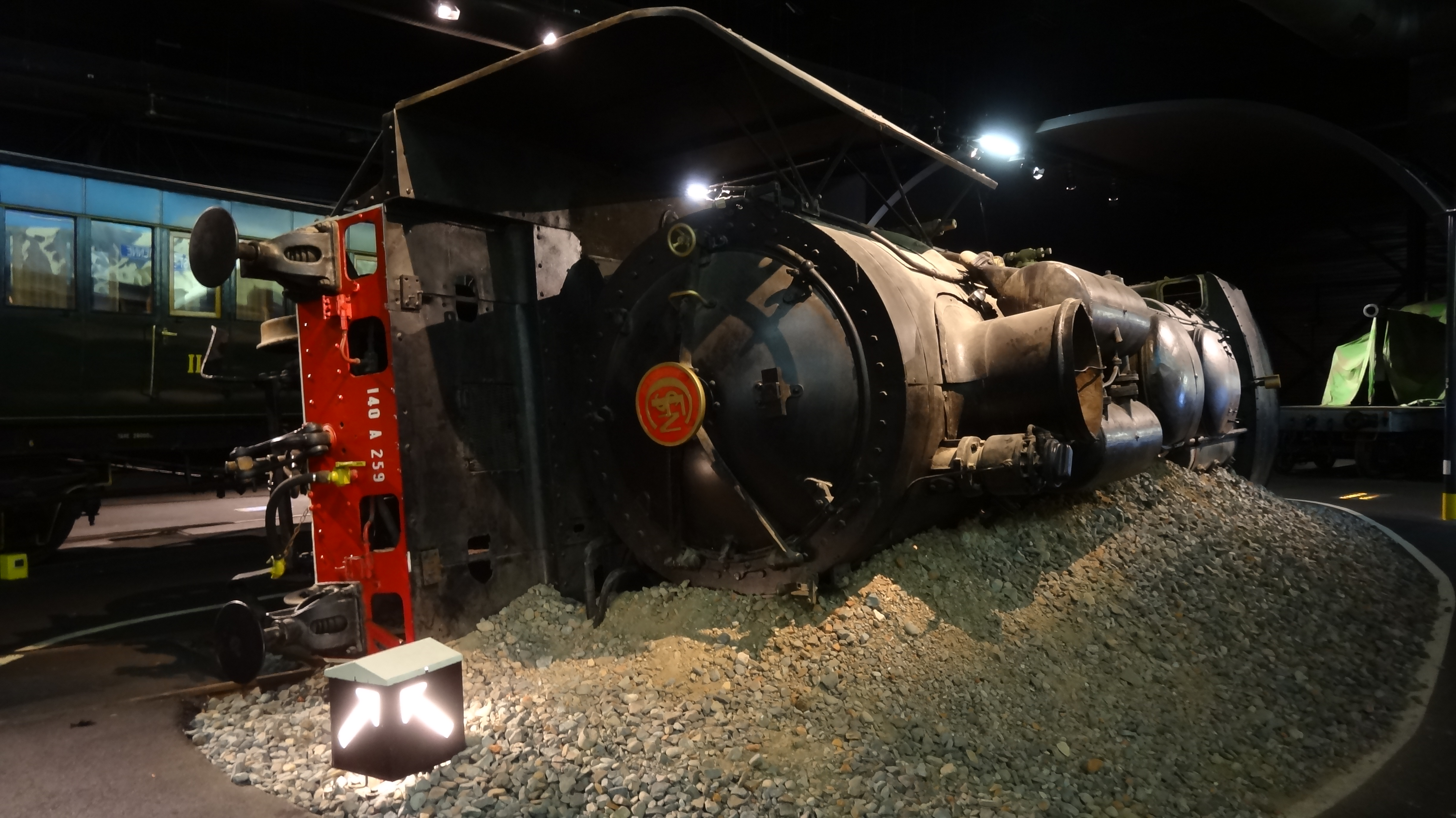
140 A 259 de la Cité du Train

- 140 A 259 : préservée par la Cité du Train, présentée sans son tender 24-A-30, et couchée sur son flanc gauche. Cette présentation couchée est assez particulière et atypique, et a pour but de mettre en scène un déraillement causé par un acte de sabotage réalisé au temps de la Résistance lors de la seconde guerre mondiale. Quant à son tender, il est lui préservé par l’Ajecta au Musée vivant du chemin de fer et utilisé comme réserve d’eau. Locomotive ex-compagnie du Nord.

#### 4-140 A
- 140 A 908 : préservée par la Cité du Train. Locomotive ex-compagnie du Midi.

#### 140 C

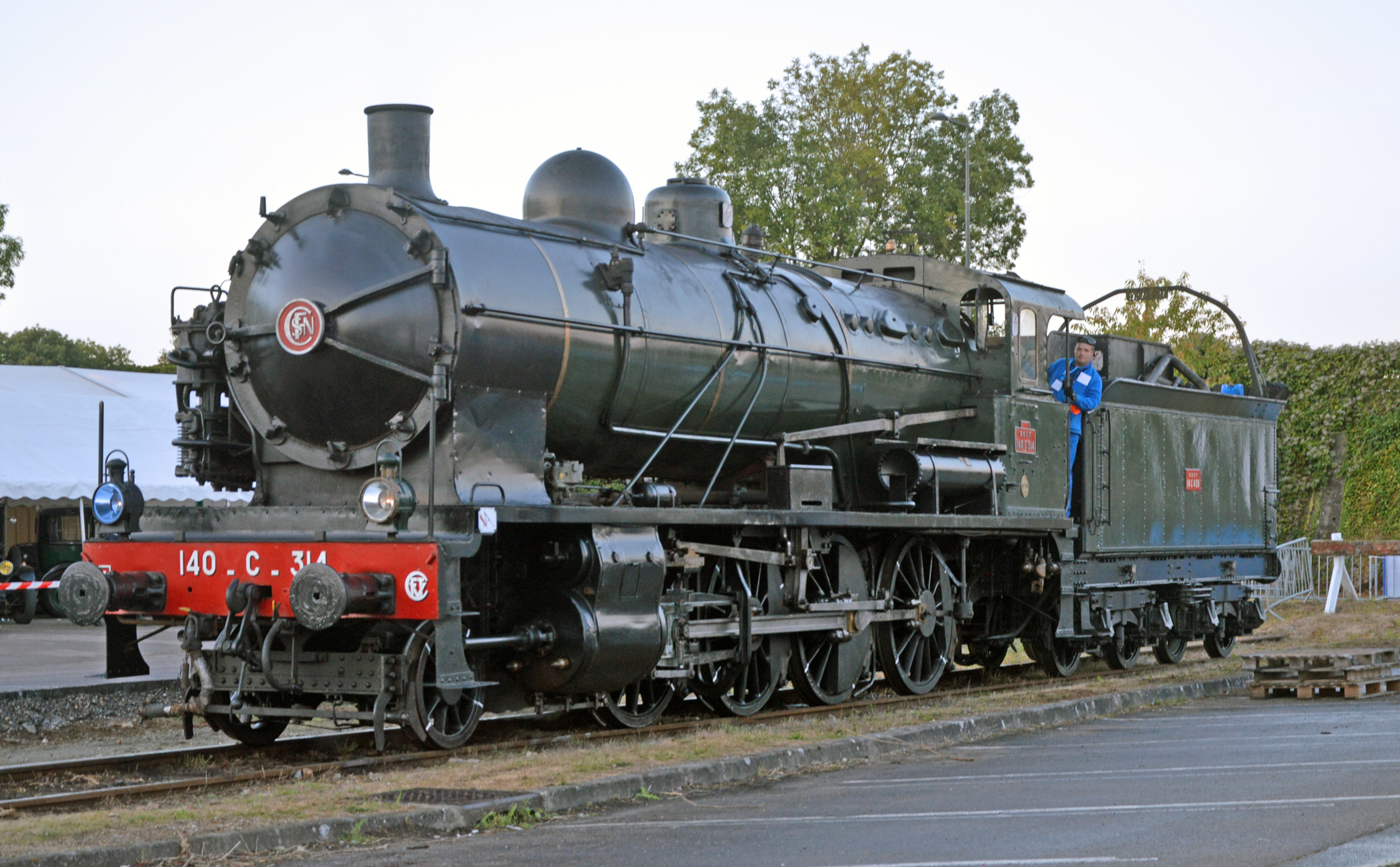
140 C 314 préservée par le CFTV lors de la 3e Fête du Rail à Longueau en 2016

- 140 C 22 : préservée au château de Saint-Fargeau (Yonne)[14]. Locomotive ex-compagnie de l'Est.
- 140 C 27 : préservée en état de marche par le Groupement d'Aide au Développement des Exploitations Ferroviaires Touristiques (GADEFT)  Classé MH (1987)[15]. Locomotive ex-compagnie de l'Est.
- 140 C 38 : préservée en état de marche par le Conservatoire Ferroviaire Territoires Limousin Périgord (CFTLP)  Classé MH (2023)[11]. Locomotive ex-compagnie du PLM.
- 140 C 231 : préservée en état de marche par l’AJECTA au Musée vivant du chemin de fer  Classé MH (2003)[16]. Locomotive ex-compagnie de l'État.
- 140 C 287 : préservée par l'Association pour la Préservation du Patrimoine et des Métiers Ferroviaires (APPMF). Locomotive ex-compagnie de l'État.
- 140 C 313 : exposée en monument en gare de Reims (Marne). Locomotive ex-compagnie de l'État.
- 140 C 314 : préservée en état de marche par le Chemin de fer touristique du Vermandois (CFTV). Locomotive ex-compagnie de l'État.
- 140 C 344 : préservée par la Cité du Train. Locomotive ex-compagnie de l'État.

#### 3-141 C
- 141 C 100 : préservée par le Train Thur Doller Alsace (TTDA)  Classé MH (1988)[17]. Locomotive ex-compagnie de l'État.

#### 141 F
- 141 F 282 : préservée par la Cité du Train. Locomotive ex-compagnie du PLM.

#### 141 R

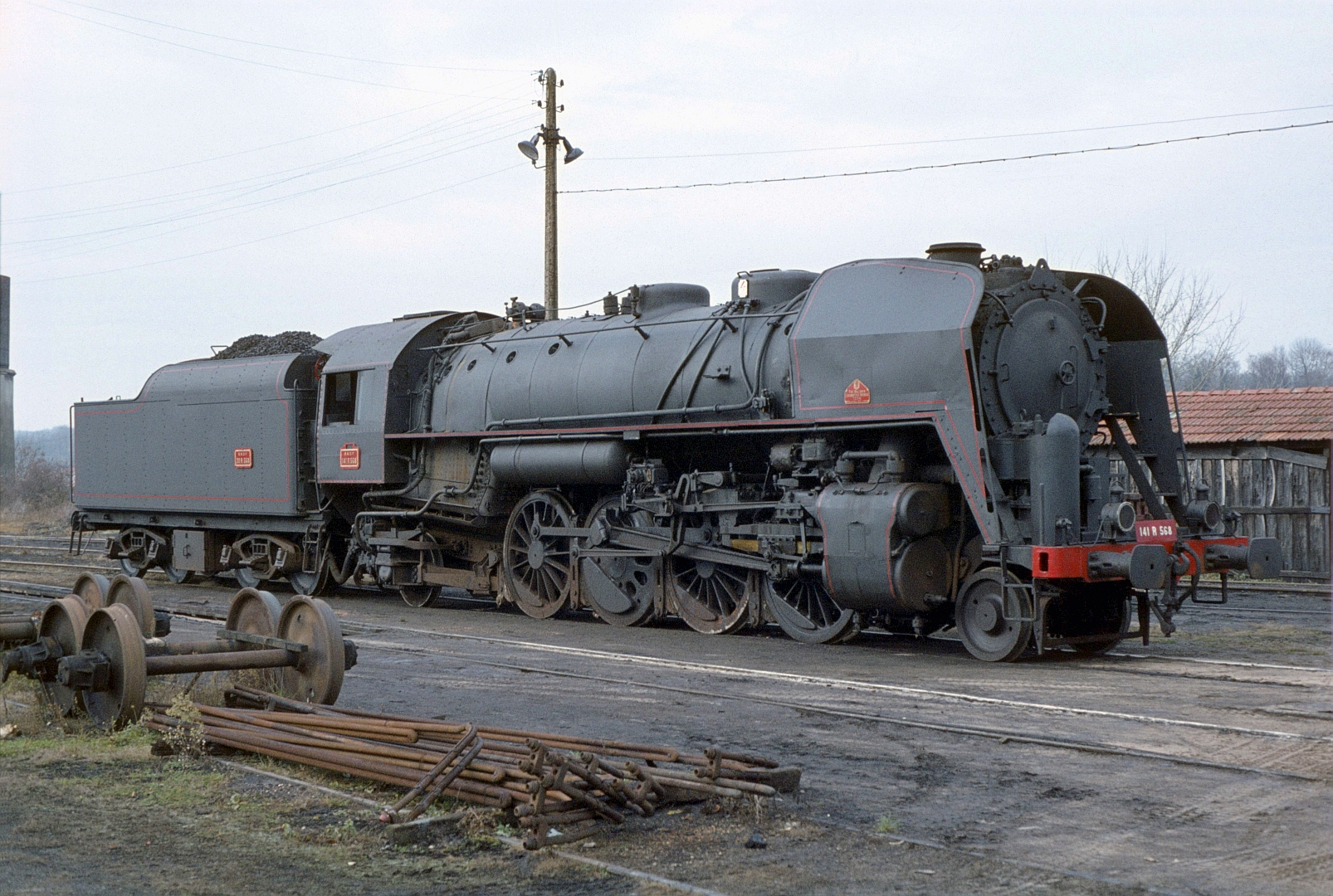
141 R 568 à Gray le 27/11/1981

- 141 R 73 : préservée par l'association Swiss Classic Train (SCT) en Suisse ;
- 141 R 420 : préservée en état de marche par le Train à Vapeur d'Auvergne (TVA)  Classé MH (1987)[18]. Actuellement en maintenance.
- 141 R 568 : préservée en état de marche par l'association Swiss Classic Train (SCT) en Suisse ;
- 141 R 840 : préservée en état de marche par l'Amicale des Anciens et Amis de la Traction Vapeur (Centre Val de Loire) (AAATV CVL)  Classé MH (2003)[19] ;
- 141 R 1108 : préservée par l'Écomusée du haut-pays et des transports (EHPT),  Inscrit MH (2019)[20] ;
- 141 R 1126 : préservée en état de marche par l'Amicale des Cheminots pour la Préservation de la 141 R 1126 (ACPR 1126)  Classé MH (1998)[21] ;
- 141 R 1187 : préservée par la Cité du Train ;
- 141 R 1199 : propriété de la SNCF, préservée en état de marche par l'Amicale des Anciens et Amis de la Traction Vapeur (Centre Val de Loire) (AAATV CVL)  Classé MH (1984)[22],[23] ;
- 141 R 1207 : anciennement préservée ;
- 141 R 1244 : préservée en état de marche par l'association Mikado 1244 en Suisse ;
- 141 R 1298 : préservée par l'Amicale des Anciens et Amis de la Traction à Vapeur section Nîmes (AAATV Nîmes) au Musée du Chemin de Fer de Nîmes (Gard). Machine n'étant plus en état de marche, des travaux sur la chaudière, les essieux, et le tender serait nécessaire (sources : AAATV Nîmes).
- 141 R 1332 : anciennement préservée, chaudière ferraillée[réf. souhaitée].

#### 4-141 TA
- 141 TA 452 : préservé par la Cité du Train. Locomotive ex-compagnie du PO.

#### 1-141 TB
- 141 TB 407 : préservée en état de marche par l’AJECTA au Musée vivant du chemin de fer  Classé MH (1988)[24]. Locomotive ex-compagnie de l'Est.
- 141 TB 424 : préservée en restauration (février 2024[25]) par l'association Les amis du réseau Breton[26],  Classé MH (1992)[27]. Locomotive ex-compagnie de l'Est.

#### 2-141 TC
- 141 TC 51 : préservée par l'Amicale des Anciens et Amis de la Traction à Vapeur section Lille (AAATV Lille). Locomotive ex-compagnie du Nord.

#### 3-141 TC
- 141 TC 19 : préservée par l’AJECTA au Musée vivant du chemin de fer  Classé MH (1990)[28]. Locomotive ex-compagnie de l'État.

#### 141 TD
- 141 TD 740 : préservée en état de marche par le Conservatoire Ferroviaire Territoires Limousin Périgord (CFTLP)  Classé MH (1987)[29]. Locomotive ex-compagnie de l'Est.

#### 241 Est 241002 à 241041 et 241 État 241-001 à 241-049
- 241 A 1 : préservée par la Cité du Train. Locomotive ex-compagnie de l'Est.
- 241 A 65 : préservée en état de marche par l'association Verein Dampflokdepot Full à Full-Reuenthal en Suisse. Locomotive ex-compagnie de l'État.

#### 241 P
- 241 P 9 : préservée par l'Amicale des Anciens et Amis de la Traction à Vapeur section Midi-Pyrénées (AAATV MP) à Toulouse  Inscrit MH (2011)[30];
- 241 P 16 : préservée par la Cité du Train ;
- 241 P 17 : préservée en état de marche par les Chemins de Fer du Creusot (CFC)  Classé MH (1990)[31];
- 241 P 30 : préservée par l’AJECTA au Musée vivant du chemin de fer.

#### 5-242 TA
- 242 TA 6 : préservée par la Cité du Train. Locomotive ex-compagnie du PLM.

#### 4-150 A
- 150 A 65 : exposée en monument sur un rond-point à Coulounieix-Chamiers (Dordogne).

#### 150 P
- 150 P 13 : préservée par le Pacific Vapeur Club (PVC).

#### 150 X
- 150 X 82 : préservée au Çamlık Railway Museum en Turquie.

### Locomotives thermiques

#### C 61000
- C 61002 : anciennement préservé par la Compagnie Internationale des Trains Express à Vapeur (CITEV), ferraillé en 2002[réf. souhaitée] ;
- C 61035 : anciennement préservé par la Compagnie Internationale des Trains Express à Vapeur (CITEV), ferraillé en 2011[réf. souhaitée] ;
- C 61041 : préservé en état de marche par le Chemin de fer touristique du Vermandois (CFTV) ;
- C 61042 : préservé en état de marche par le Chemin de fer de la Vendée (CFV).

#### TC 61100
- TC 61101 : anciennement préservé par la Compagnie Internationale des Trains Express à Vapeur (CITEV), ferraillé en 1997[réf. souhaitée] ;
- TC 61112 : préservé par le Chemin de fer de la Vendée (CFV).

#### 4 DMD / BB 60030
- BB 60032 : préservé par la Cité du Train.

#### BB 62400

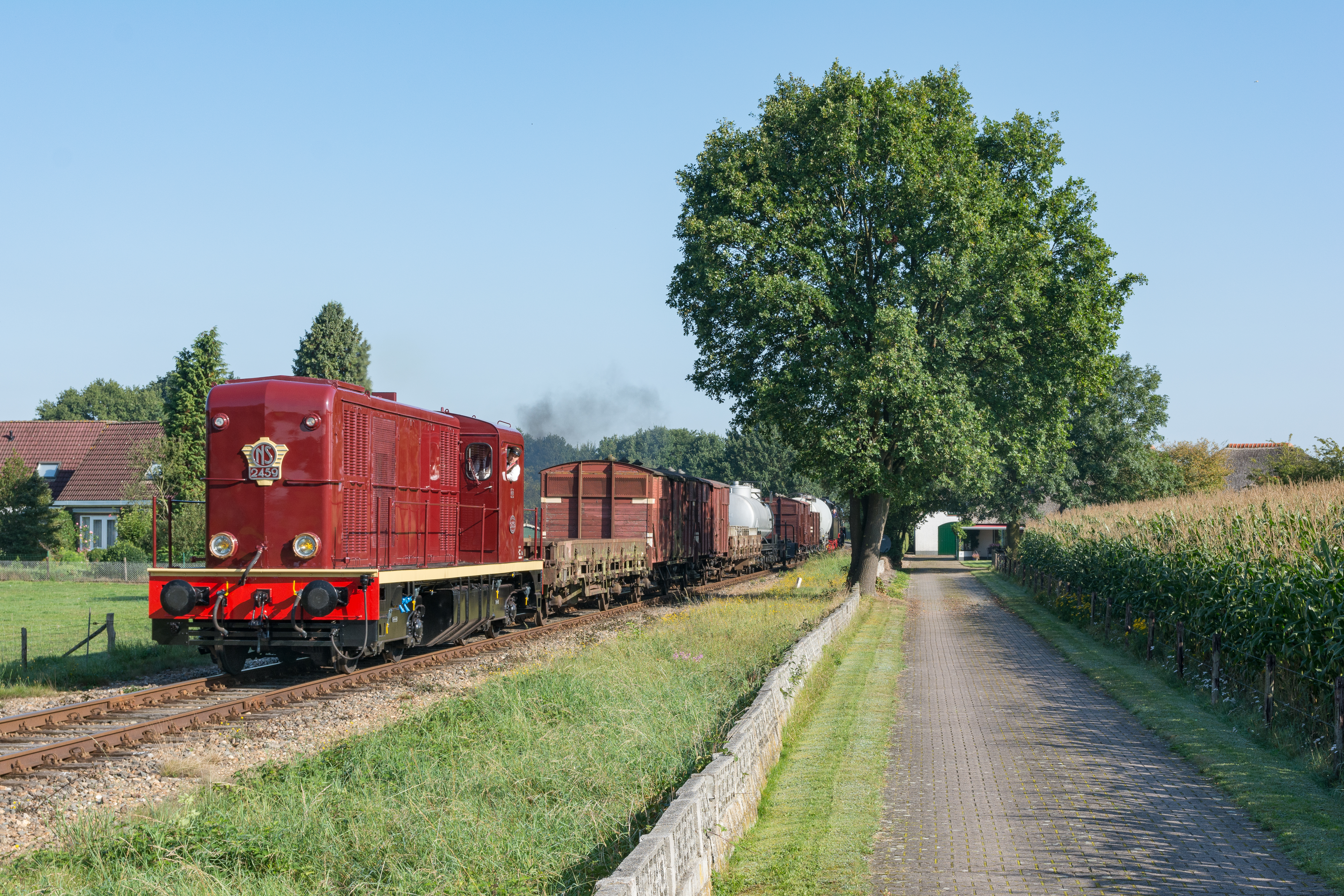
BB 62459 préservé par le Veluwsche Stoomtrein Maatschappij

- BB 62412 : préservé en état de marche par l'association du Veluwsche Stoomtrein Maatschappij (VSM) au Pays-Bas ;
- BB 62413 : préservé par un particulier au Pays-Bas ;
- BB 62424 : préservé par le Stoomtrein Goes-Borsele (SGB) au Pays-Bas ;
- BB 62454 : préservé en état de marche par la Stichting 2454 CREW au Pays-Bas ;
- BB 62459 : préservé en état de marche par l’association Veluwsche Stoomtrein Maatschappij (VSM) au Pays-Bas.

#### BB 63000

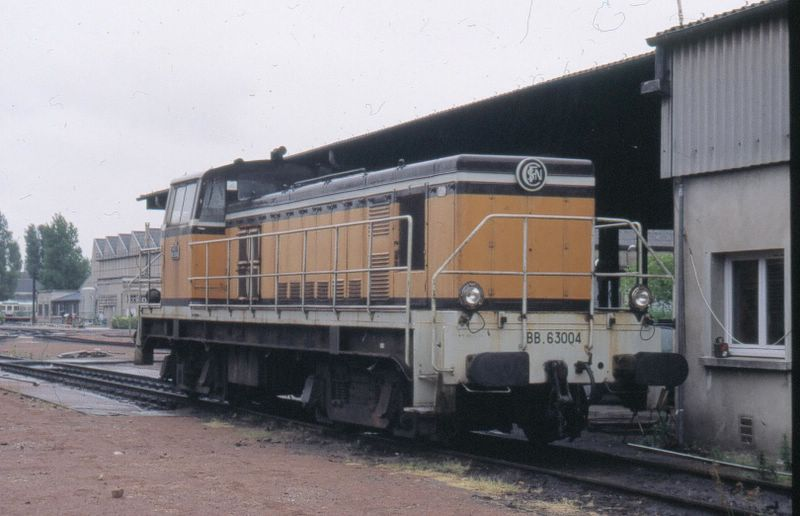
BB 63004 à St-Pierre-des-Corps en juin 1998

- BB 63013 : préservé par la Cité du Train ;
- BB 63038 : préservé par le Train du pays Cathare et du Fenouillèdes (TPCF) ;
- BB 63048 : préservé par le Train du pays Cathare et du Fenouillèdes (TPCF) ;
- BB 63069 : préservé en état de marche par le Train touristique du Cotentin (TTC) ;
- BB 63121 : anciennement préservé par le Chemin de fer à vapeur des Trois Vallées (CFV3V) en Belgique, ferraillé en 2008 à la suite d'une collision à un passage à niveau[réf. souhaitée] ;
- BB 63123 : préservé en état de marche par le Chemin de fer à vapeur des Trois Vallées (CFV3V) en Belgique ;
- BB 63138 : préservé par le Train du pays Cathare et du Fenouillèdes (TPCF) ;
- BB 63139 : anciennement préservé par l'Association des Amis de la Gare de Wassy ;
- BB 63149 : préservé en état de marche par le Chemin de fer à vapeur des Trois Vallées (CFV3V) en Belgique ;
- BB 63160 : préservé par le Train du pays Cathare et du Fenouillèdes (TPCF) ;
- BB 63165 : préservé en état de marche par le Train du pays Cathare et du Fenouillèdes (TPCF) ;
- BB 63226 : préservé par le Train du pays Cathare et du Fenouillèdes (TPCF) ;
- BB 63240 : préservé par le Train du pays Cathare et du Fenouillèdes (TPCF).

#### BB 63400
- BB 63413 : préservé par la Cité du Train en version Plathée.

#### BB 63500

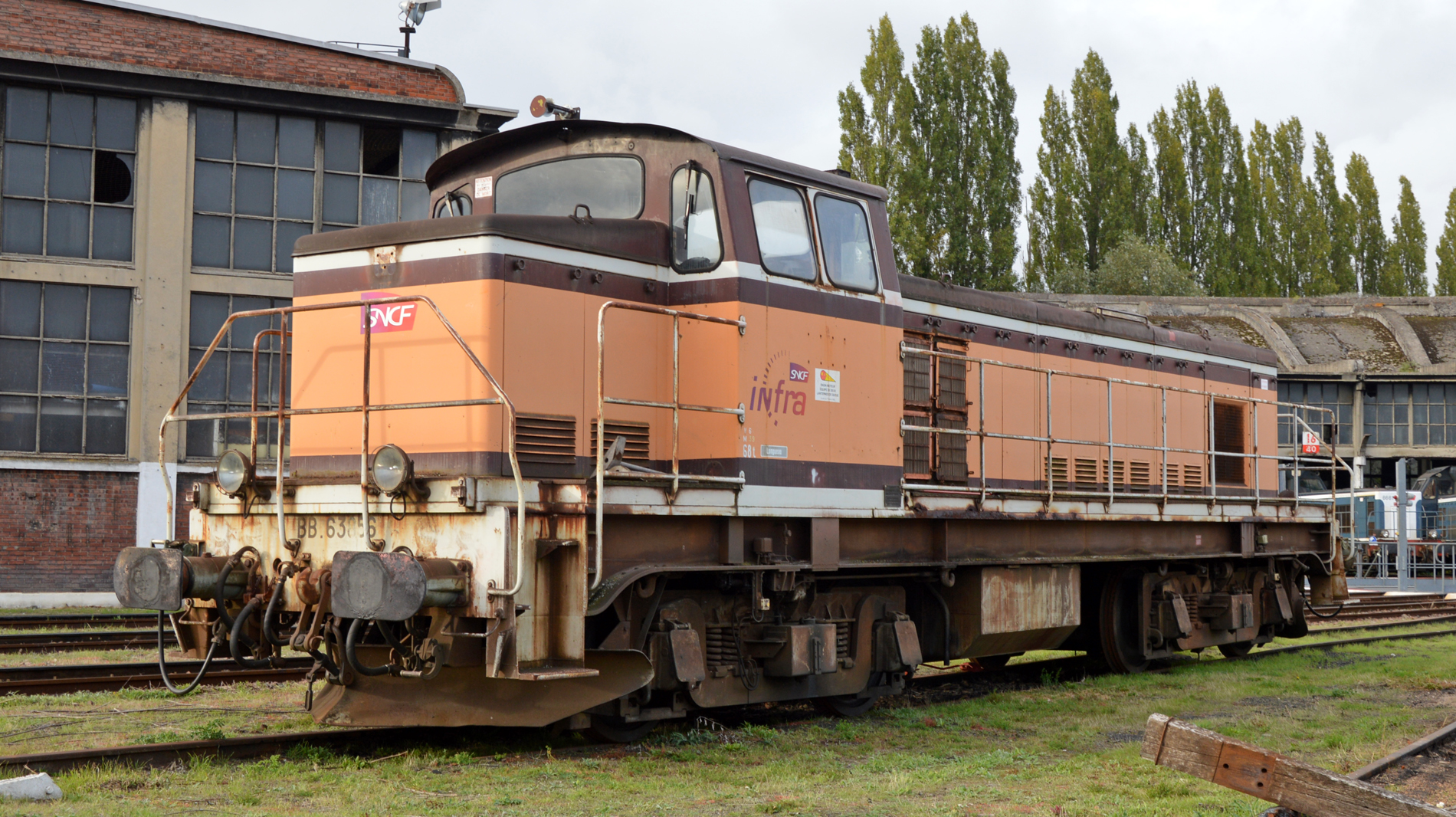
BB 63856 lors de la 4e Fête du Rail à Longueau en 2019

- BB 63529 : préservé par le Chemin de Fer de Charente-Limousine (CFCL) ;
- BB 63595 : anciennement préservé par l'Association des Amis de la Gare de Wassy, ferraillé en 2023[réf. souhaitée] ;
- BB 63661 : anciennement préservé par l'Association des Amis de la Gare de Wassy, ferraillé en 2023[réf. souhaitée] ;
- BB 63705 : préservé en état de marche par le Chemin de fer du Haut Forez (CFHF) ;
- BB 63710 : préservé par les Chemins de Fer de la Haute Auvergne (CFHA) ;
- BB 63754 : préservé par le Train Thur Doller Alsace (TTDA) ;
- BB 63812 : préservé en état de marche par le Train à vapeur des Cévennes ;
- BB 63813 : préservé par le Chemin de fer de la vallée de l'Eure (CFVE) ;
- BB 63816 : préservé par le Chemin de fer touristique du Haut Quercy (CFTHQ) ;
- BB 63825 : anciennement préservé par le Chemin de fer de la Vendée (CFV), ferraillé à la suite de nombreux problèmes électriques et mécaniques[réf. souhaitée] ;
- BB 63832 : préservé par le Pacific Vapeur Club (PVC) ;
- BB 63852 : préservé en état de marche par le Chemin de fer touristique de la vallée de l'Aa (CFTVA) ;
- BB 63855 : préservé par l’AJECTA au Musée vivant du chemin de fer ;
- BB 63866 : préservé en état de marche par le Chemin de fer de la Vendée (CFV) ;
- BB 63895 : préservé en état de marche par le Conservatoire Ferroviaire Territoires Limousin Périgord (CFTLP) ;
- BB 63924 : préservé par le Chemin de fer touristique du Haut Quercy (CFTHQ) ;
- BB 63935 : préservé par l’Amicale Caen Flers (ACF) ;
- BB 63958 : préservé en état de marche par le Chemins de fer du Centre-Bretagne (CFCB) ;
- BB 64017 : préservé par le Train Touristique du Larzac (TTL) ;
- BB 64042 : préservé par l’Association du Train Touristique du Centre Var (ATTCV) ;
- BB 64045 : préservé par l’Amicale Caen Flers (ACF) ;
- BB 64047 : préservé en état de marche par le Chemin de Fer du Centre Bretagne (CFCB) ;
- BB 64073 : préservé par le Train des Mouettes (TdM).

#### BB 66000

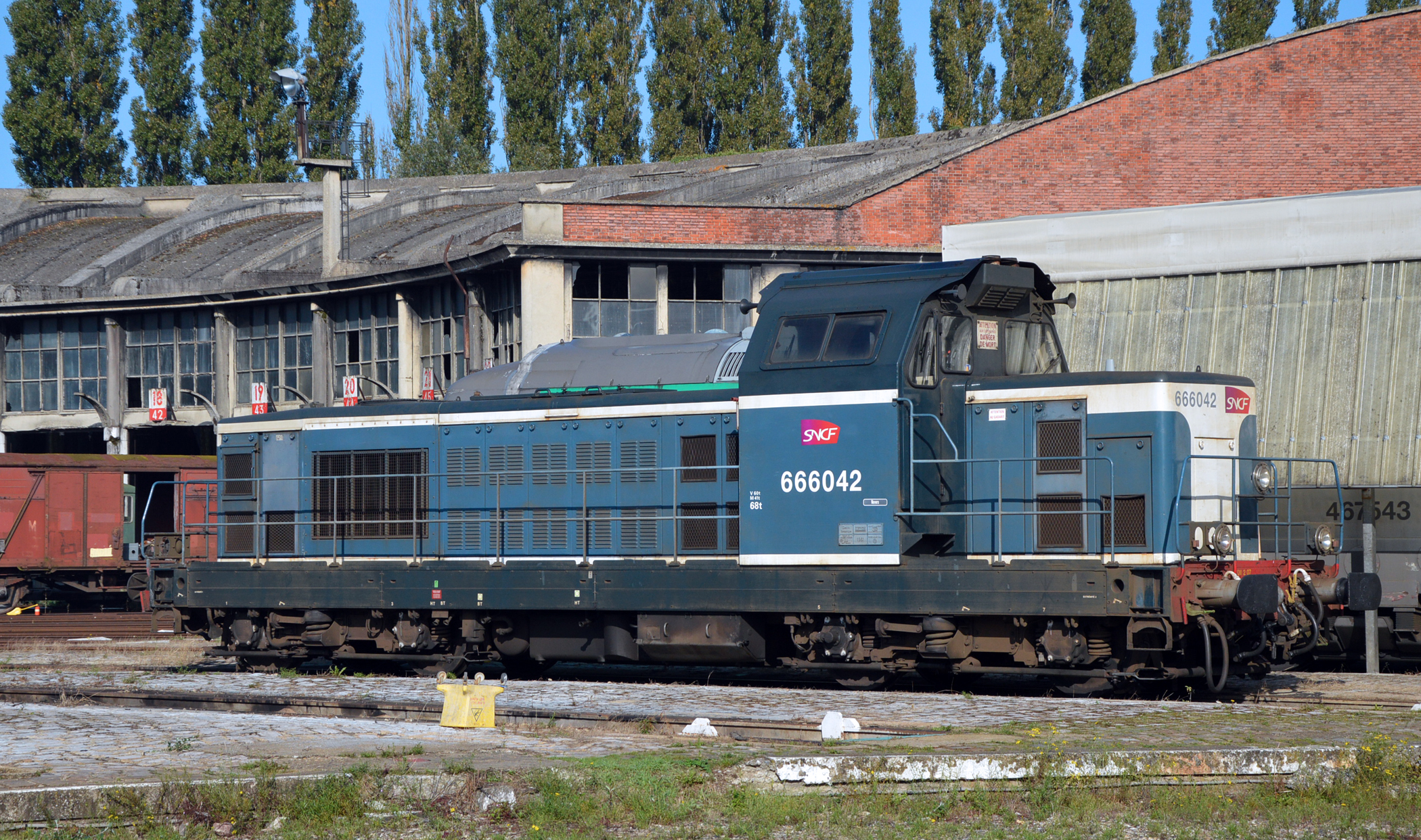
BB 66042 lors de la 2nd Fête du Rail à Longueau en 2013

- BB 66001 : préservé par la Cité du Train ;
- BB 66014 : Propriété SNCF[32], stationnée sur les voies du dépôt de Nevers, toujours présent en mars 2024.
- BB 66099 : préservé par le Train du pays Cathare et du Fenouillèdes (TPCF) ;
- BB 66105 : préservé en état de marche par le Train du pays Cathare et du Fenouillèdes (TPCF) ;
- BB 66130 : préservé par le Train du pays Cathare et du Fenouillèdes (TPCF) ;
- BB 66252 : préservé en état de marche par le Chemin de fer touristique du Vermandois (CFTV) ;
- BB 66304 : préservé en état de marche par l'Amicale des Cheminots pour la Préservation de la 141 R 1126 (ACPR 1126).

#### BB 66400
- BB 66467 : préservé en état de marche par l'Agrivap ;
- BB 66503 : préservé en état de marche par le Chemin de fer touristique Pontarlier-Vallorbe (CFTPV, ou Coni'fer).

#### BB 66700
- BB 66722 : préservé par le Train touristique Étretat-Pays de Caux (TTEPAC).

#### BB 67300
- BB 67305 : préservé par la Cité du Train ;
- BB 67382 : préservé en état de marche par l'Association Rhône-Alpine de Conservation d’Engins Thermiques (ARCET).

#### BB 67400
- BB 67575 : préservé par la Cité du Train.

#### BB 69400
- BB 69421 : préservé en état de marche par le Conservatoire Ferroviaire Territoires Limousin Périgord (CFTLP) ;
- BB 69432 : préservé en état de marche par le Matériel Ferroviaire Patrimoine National (MFPN) ;
- BB 69436 : préservé en état de marche par l'Agrivap ;
- BB 69449 : préservé en état de marche par l'Amicale des Anciens et Amis de la Traction à Vapeur section Montluçon (AAATV Montluçon) ;
- BB 69499 : préservé en état de marche par le Conservatoire Ferroviaire Territoires Limousin Périgord (CFTLP).

#### BB 71000
- BB 71008 : préservé en état de marche par le Train des Mouettes (TdM)  Inscrit MH (2020)[33], remotorisé ;
- BB 71010 : préservé par le Train des Mouettes (TdM) ;
- BB 71015 : préservé par le Chemin de fer de la Vendée (CFV) ;
- BB 71018 : préservé en état de marche par le Chemin de fer de la Vendée (CFV) ;
- BB 71027 : préservé par le Chemin de fer de la Vendée (CFV).

#### A1A A1A 62000
- A1A A1A 62001 : anciennement conservé par le Chemin de fer touristique Pontarlier-Vallorbe (CFTPV, ou Coni'fer)  Classé MH (1999)[34], ferraillé en 2022[réf. nécessaire] ;
- A1A A1A 62029 : préservé en état de marche par le Chemin de fer touristique du Rhin (CFTR) ;
- A1A A1A 62032 : conservé par le Trains à vapeur de Touraine (TVT), garé hors service (bloc moteur fissuré en trois[réf. souhaitée]) ;
- A1A A1A 62036 : conservé par la SNCF, garé hors service (génératrice) ;
- A1A A1A 62062 : anciennement conservé par le Chemin de fer touristique Pontarlier-Vallorbe (CFTPV, ou Coni'fer), ferraillé en 2022[réf. souhaitée] ;
- A1A A1A 62073 : préservé par le Chemin de fer touristique du Rhin (CFTR) ;
- A1A A1A 62094 : préservé par le Centre de la Mine et du Chemin de Fer de Oignies (CMCF) ;

#### A1A A1A 68500

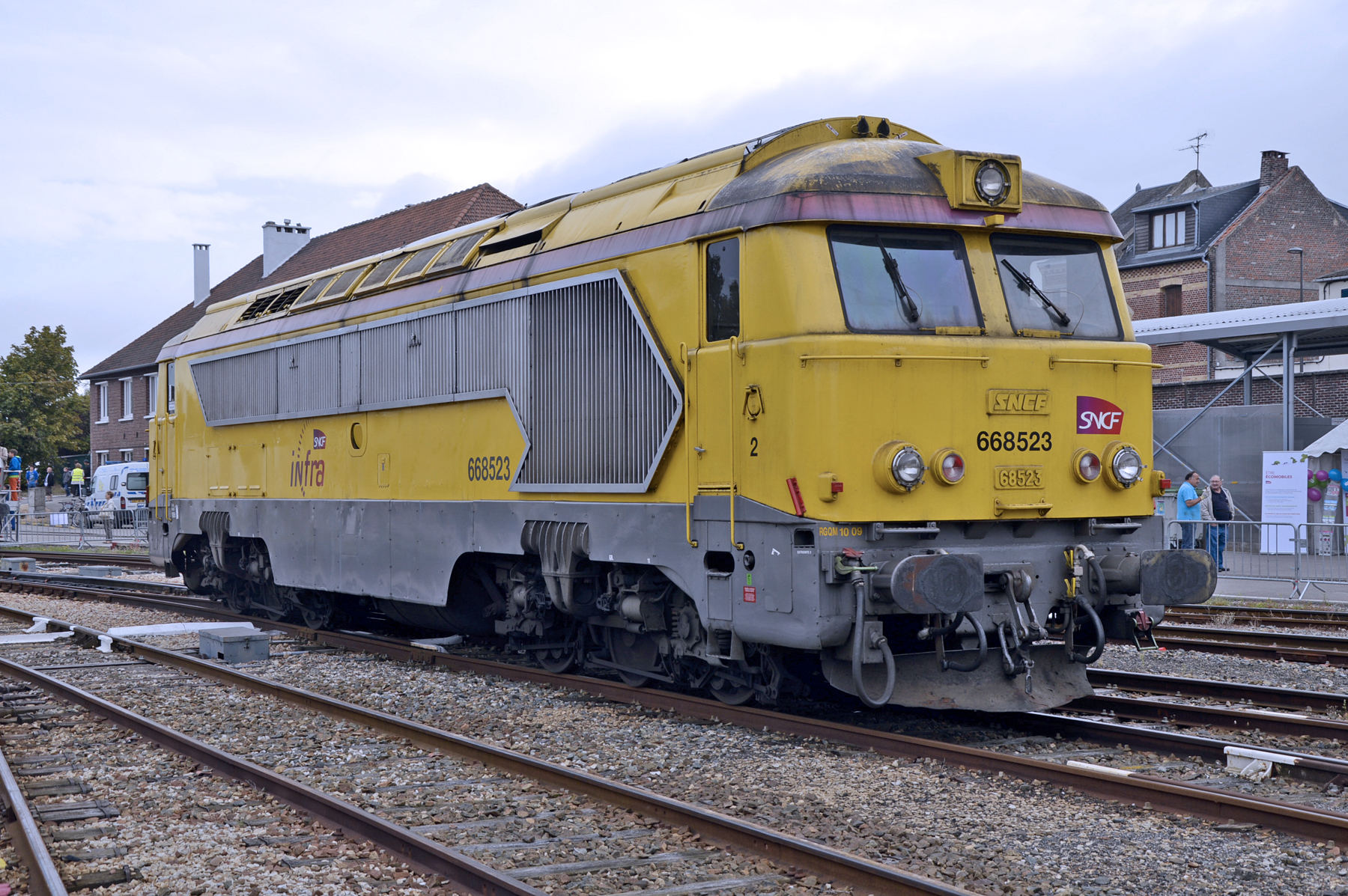
A1A A1A 68523 de la Cité du Train

- A1A A1A 68506 : préservé en état de marche par l’AJECTA au Musée vivant du chemin de fer ;
- A1A A1A 68523 : préservé par la Cité du train ;
- A1A A1A 68537 : anciennement préservé par l'Agrivap, ferraillé en 2019 à la suite de nombreux problèmes mécaniques[réf. souhaitée] ;
- A1A A1A 68540 : préservé en état de marche par l'Amicale des Anciens et Amis de la Traction Vapeur (Centre Val de Loire) (AAATV CVL).

#### CC 65000

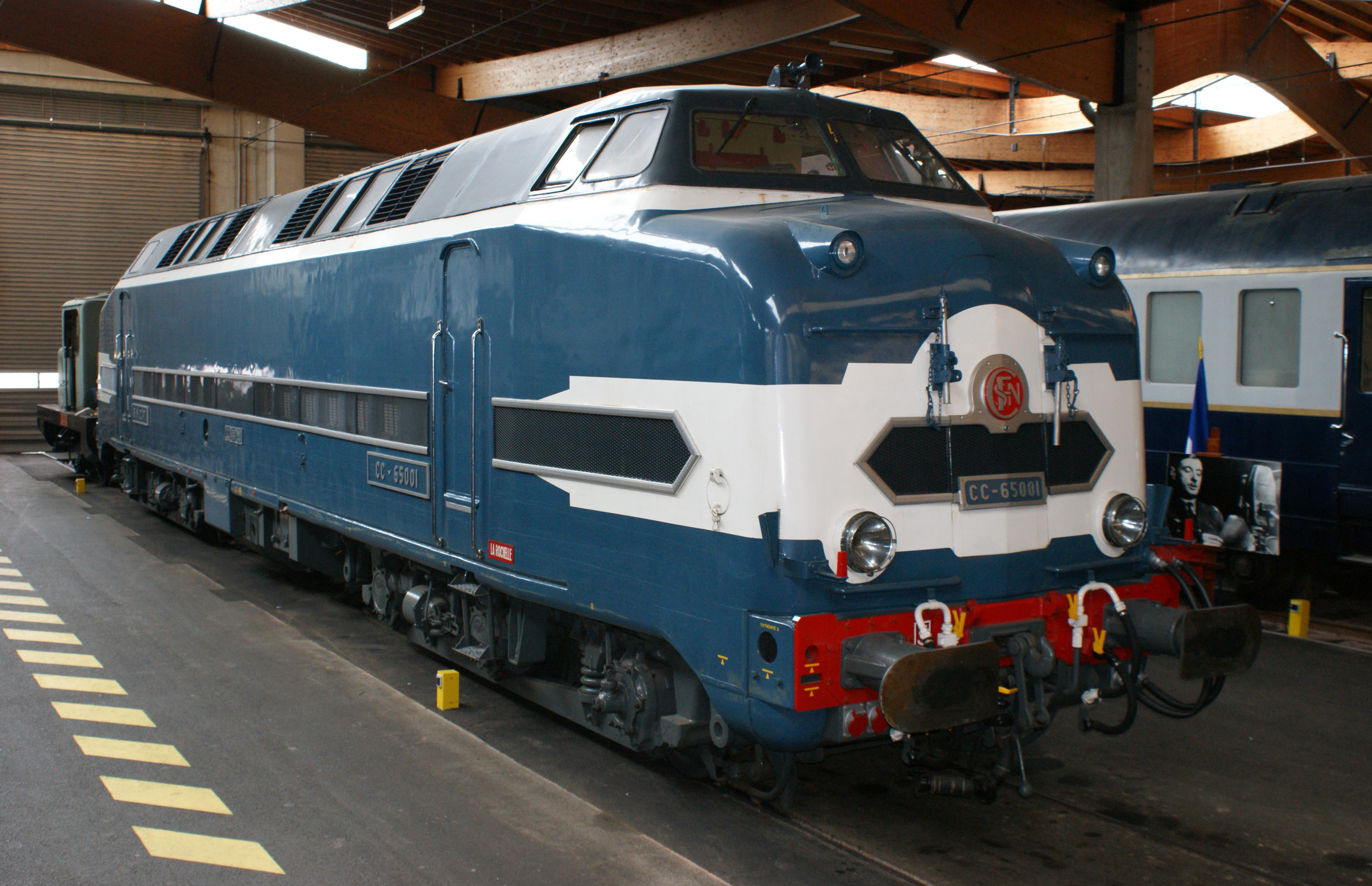
CC 65001 de la Cité du Train

- CC 65001 : préservé par la Cité du train ;
- CC 65004 : anciennement préservé par le Trains à vapeur de Touraine (TVT), ferraillé en 1998[réf. souhaitée] après avoir été loué aux CFTA[réf. souhaitée] ;
- CC 65005 : préservé par le Train des Mouettes (TdM) ;
- CC 65006 : anciennement préservé par le Trains à vapeur de Touraine (TVT), ferraillé en 2003 à la suite d'une casse moteur[réf. souhaitée], après avoir été revendu à l’entreprise de travaux ferroviaires R. Vecchietti & Cie ;
- CC 65012 : anciennement préservé par le Trains à vapeur de Touraine (TVT), ferraillé en 1998 après avoir été loué aux CFTA[réf. souhaitée].

#### CC 65500
- CC 65506 : préservé par le Centre de la Mine et du Chemin de Fer de Oignies (CMCF) ;
- CC 65512 : préservé en état de marche par l'Association pour la Préservation du Patrimoine et des Métiers Ferroviaires (APPMF).

#### CC 72000
- CC 72029 : préservé par la Cité du Train ;
- CC 72064 : préservé en état de marche par l'Association Rhône-Alpine de Conservation d’Engins Thermiques (ARCET).

#### CC 72100
- CC 72130 : préservé par la Cité du Train.

#### CC 80000
- CC 80001 : préservé par l'Écomusée du haut-pays et des transports (EHPT).

### Locomotives électriques

#### Locomotives mono-courant 1500 Volts continu

##### 1ABBA1 3600
- 1ABBA1 3603 : préservée par la Cité du train.

##### 2CC2 3400
- 2CC2 3402 : préservée en état de marche par l'Association pour la Préservation du Matériel Ferroviaire Savoyard (APMFS).

##### BB 1 à 80
- BB 36 : préservée par la Cité du Train.

##### BB 300

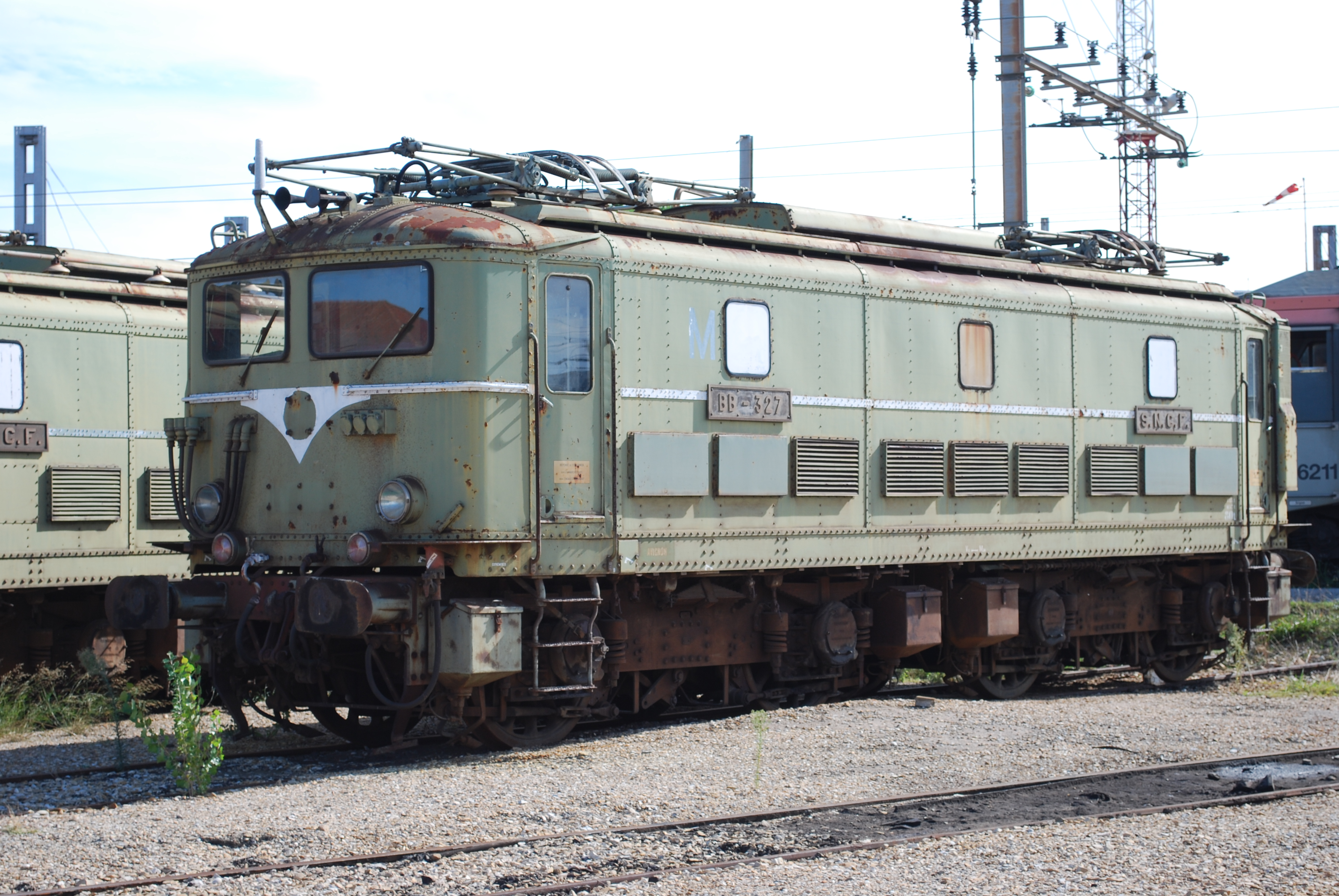
BB 327 préservée par l'AAATV Nîmes

- BB 327 : préservée par l'Amicale des Anciens et Amis de la Traction à Vapeur section Nîmes (AAATV Nîmes) au Musée du Chemin de Fer de Nîmes (Gard) ;
- BB 337 : anciennement préservée par la Cité du Train, ferraillée en 2008 à la suite d’un incident lors de son transfert vers Mohon[35] ;
- BB 346 : préservée par l'Amicale des Anciens et Amis de la Traction à Vapeur section Nîmes (AAATV Nîmes) au Musée du Chemin de Fer de Nîmes (Gard) ;
- BB 348 : préservée par la Cité du Train.

##### BB 800
- BB 824 : anciennement préservée par l'association Caténaire  Classé MH (1990)[36], ferraillée en 1997[37].

##### BB 1280
- BB 1283 : préservée par la Cité du Train.

##### BB 1500
- BB 1501 : préservée par la Cité du Train, réalisée à partir du châssis et de la caisse de la BB 1501, sur laquelle ont été montées les faces latérales de la BB 1632. De nombreux organes électriques et mécaniques sont également manquants sur l'engin, il s'agit donc d'une "coquille vide".

##### BB 4100
- BB 4175 : anciennement préservée en gare de Pamiers, ferraillée[38] ;
- BB 4177 : préservée par l'Amicale des Anciens et Amis de la Traction à Vapeur section Nîmes (AAATV Nîmes) au Musée du Chemin de Fer de Nîmes (Gard)  Classé MH (1990)[39]. Locomotive présentée en livrée et marquage Midi, numéro E.4162.

##### BB 4200
- BB 4240 : exposée en monument à la biscuiterie Védère à Montgaillard (Hautes-Pyrénées).

##### BB 4730
- BB 4732 : préservée par Alsthom et à Tarbes (Hautes-Pyrénées) ;
- BB 4736 : préservée par l'association Rail Modélisme Ariégeois (RMA) ;
- BB 4769 : préservée par la Cité du Train.

##### BB 7200
- BB 7315 : serait préservée par la Cité du Train ;
- BB 7321-R : Préservée par l'Association Ferroviaire de Conservation de Locomotives (AFCL)
- BB 7338 : préservée en état de marche par l'Amicale des Cheminots pour la Préservation de la 141 R 1126 (ACPR 1126) ;
- BB 7398 : préservée en état de marche par l'Amicale des Cheminots pour la Préservation de la 141 R 1126 (ACPR 1126).

##### BB 8100
- BB 8177 : préservée par l'Amicale des Anciens et Amis de la Traction à Vapeur section Nîmes (AAATV Nîmes) au Musée du Chemin de Fer de Nîmes (Gard) ;
- BB 8238 : préservée par l'Écomusée du haut-pays et des transports (EHPT).

##### BB 8500
- BB 8616 : préservée par la Cité du Train ;
- BB 8626 : anciennement préservée par l'Amicale des Cheminots pour la Préservation de la 141 R 1126 (ACPR 1126) ;
- BB 8627 : anciennement préservée par l'Amicale des Cheminots pour la Préservation de la 141 R 1126 (ACPR 1126).

##### BB 9000
- BB 9004 : préservée par la Cité du Train, réalisée à partir de la caisse et du châssis de la BB 9003, et à partir des parties mécaniques, des bogies et des pupitres de la BB 9004, la caisse et le châssis de la BB 9004 étant en trop mauvais état.

##### BB 9200
- BB 9256 : préservée par l'Association de Préservation du Patrimoine Ferroviaire Français (APPF) ;
- BB 9269 : préservée par l'Association pour la Préservation du Matériel Ferroviaire Savoyard (APMFS) ;
- BB 9284 : préservée par l'Association pour la Préservation du Matériel Ferroviaire Savoyard (APMFS), renumérotée en BB 9292 ;
- BB 9291 : préservée par la Cité du Train.

##### BB 9300
- BB 9301 : préservée en attente de convention ;
- BB 9337 : préservée en attente de convention.

##### BB 9400
- BB 9411 : préservée par l'Amicale des Anciens et Amis de la Traction à Vapeur section Nîmes (AAATV Nîmes) au Musée du Chemin de Fer de Nîmes (Gard) ;
- BB 9460 : anciennement préservée par l'Association Française des Amis du Chemin de fer (AFAC), ferraillée en 2008[40].

##### BB 80000
- BB 80010 : préservée[Où ?] par l'APPF (Association pour la Préservation du Patrimoine Ferroviaire, association basée au Creusot).

##### BB 88500
- BB 88511-RC : Préservée par l'Association Ferroviaire de Conservation de Locomotives (AFCL).

##### CC 1100
- CC 1110 : garée aux ateliers de Béziers. Propriétaire SNCF ? Locomotive non préservée par la Cité du Train comme indiqué précédemment.

##### CC 6500

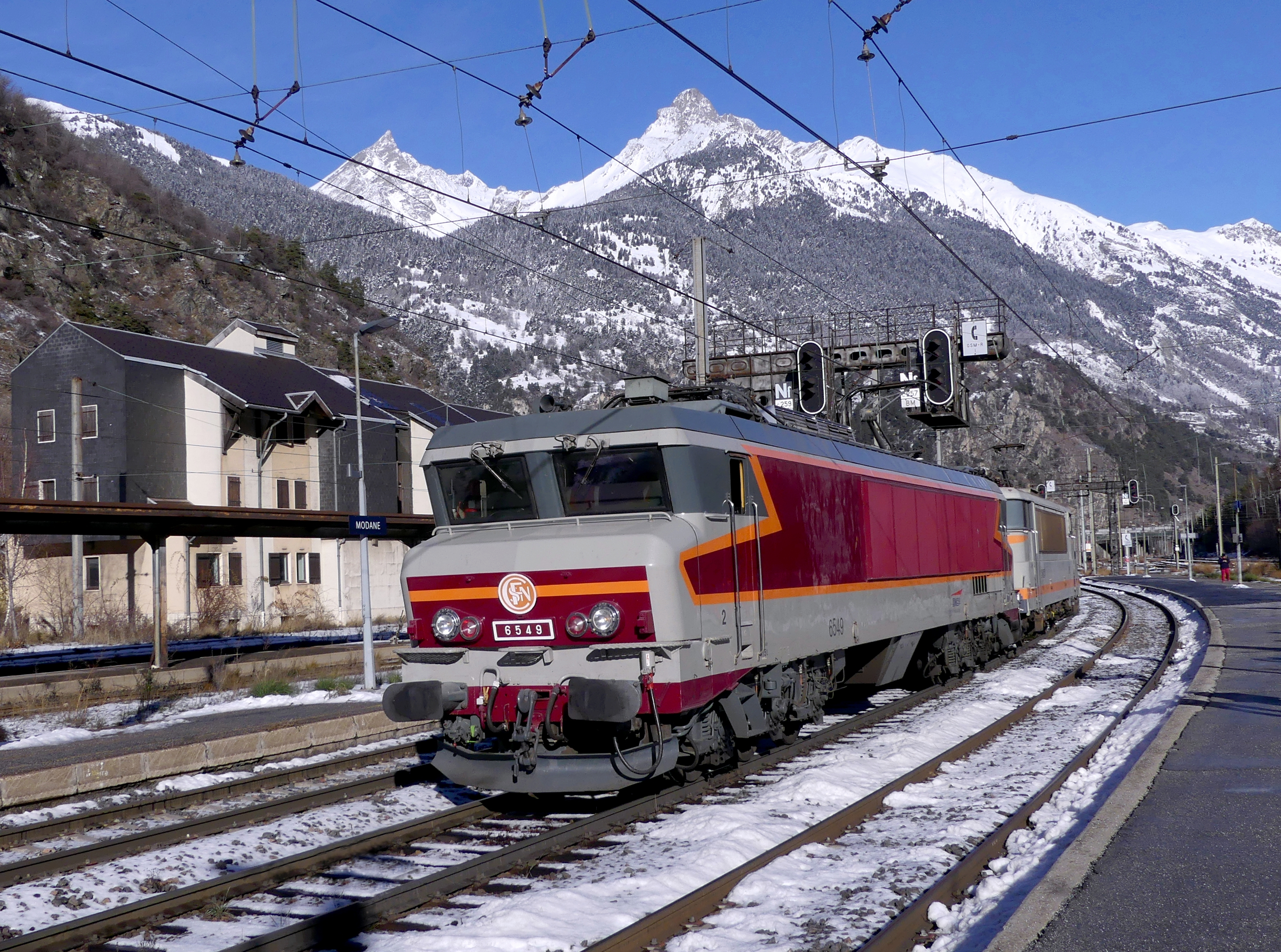
CC 6549 préservée par l'APMFS

- CC 6503 : préservée par le Bahnpark d'Augsbourg en Allemagne ;
- CC 6530 : préservée ;
- CC 6534 : préservée en état de marche par l'association SIMiL500 ;
- CC 6549 : préservée en état de marche par l'Association pour la Préservation du Matériel Ferroviaire Savoyard (APMFS) ;
- CC 6558 : préservée en état de marche par l'Association pour la Préservation du Matériel Ferroviaire Savoyard (APMFS) ;
- CC 6559 : préservée en état de marche par l'association SIMiL500 ;
- CC 6565 : préservée par la Cité du Train, renumérotée en CC 6572 ;
- CC 6570 (APCC 6570) : préservée en état de marche par l'Association pour la Préservation de la CC 6570 (APCC 6570) ;
- CC 6575 : préservée par l'Amicale des Anciens et Amis de la Traction à Vapeur section Nîmes (AAATV Nîmes) au Musée du Chemin de Fer de Nîmes (Gard), ex-CC 21001.

##### CC 7100

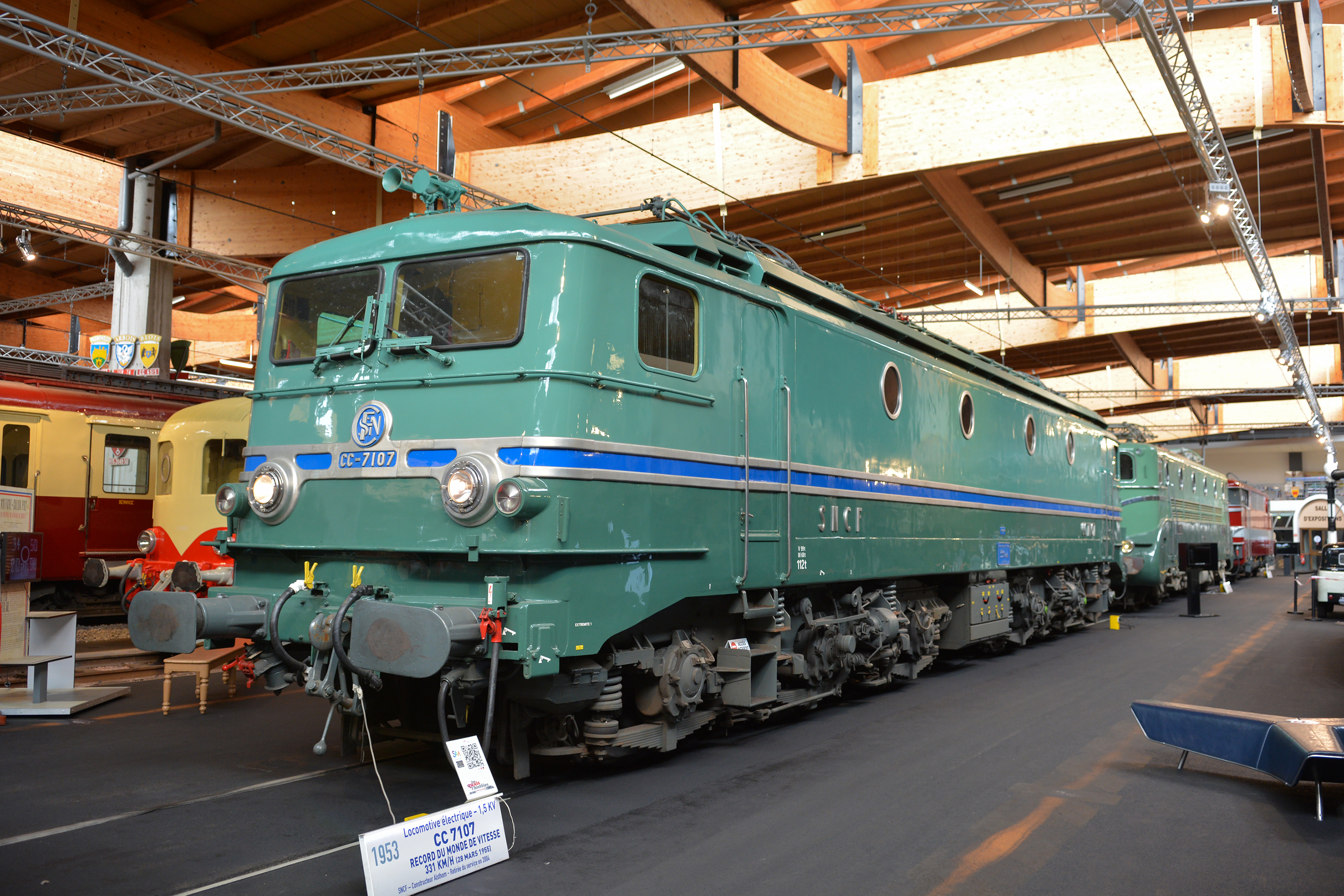
CC 7107 de la Cité du Train

- CC 7002 : préservée par l'Association pour la Préservation du Matériel Ferroviaire Savoyard (APMFS) ;
- CC 7102 : préservée en état de marche par l'Association pour la Préservation du Matériel Ferroviaire Savoyard (APMFS) ;
- CC 7106 : préservée par l'Association pour la Préservation du Matériel Ferroviaire Savoyard (APMFS) ;
- CC 7107 : préservée par la Cité du Train ;
- CC 7121 : préservée par l'Amicale des Anciens et Amis de la Traction à Vapeur section Nîmes (AAATV Nîmes) au Musée du Chemin de Fer de Nîmes (Gard) ;
- CC 7140 : préservé par l'Écomusée du haut-pays et des transports (EHPT).

##### 2D2 5500
- 2D2 5516 : préservée par la Cité du Train, écorchée sur un de ces flancs afin de pouvoir observer l'intérieur de la machine depuis l'extérieur ;
- 2D2 5525 : préservée en état de marche par l'association « E 525 », composée du Cercle Ouest Parisien d’Études Ferroviaires (COPEF), et de la Fédération des Amis des Chemins de fer Secondaires (FACS)  Classé MH (1990)[41].TVT

##### 2D2 9100
- 2D2 9134 : anciennement préservée par l'Association de Sauvegarde de Matériel Ferroviaire Ancien (ASMFA) à Saint-Étienne (Loire), ferraillée en 2008[42] ;
- 2D2 9135 : Préservée par l'Association Ferroviaire de Conservation de Locomotives (AFCL)  Classé MH (1990)[43].

#### Locomotives mono-courant 25000 Volts 50 Hz

##### BB 12000
- BB 12004 : préservée par l'Amicale des Anciens et Amis de la Traction à Vapeur section Lille (AAATV Lille) ;
- BB 12032 : exposée en monument à Méricourt (Pas-de-Calais) ;
- BB 12035 : anciennement préservée à Pontarlier (Doubs), ferraillée en 2019[réf. souhaitée] ;
- BB 12068 : préservée par le Centre de la Mine et du Chemin de Fer de Oignies (CMCF) ;
- BB 12069 : préservée par l'Association de Préservation du Patrimoine Ferroviaire Français (APPF) au Creusot (Saône-et-Loire) ;
- BB 12083 : préservée au Musée de la Mine sur le site du Carreau Wendel à Petite-Rosselle (Moselle) ;
- BB 12087 : exposée en monument à Nouvion-sur-Meuse (Ardennes) ;
- BB 12114 : préservée par l’AJECTA au Musée vivant du chemin de fer, propriété de la commune de Conflans-en-Jarnisy (Meurthe-et-Moselle) ;
- BB 12120 : préservée par le Chemin de Fer à Vapeur des Trois Vallées (CFV3V) en Belgique ;
- BB 12125 : préservée par la Cité du train.

##### BB 13000
- BB 13044 : préservée par le Centre de la Mine et du Chemin de Fer de Oignies (CMCF) ;
- BB 13052 : préservée par la Cité du Train.

##### BB 15000
- BB 15001 : préservée par la Cité du Train.

##### BB 16000
- BB 16020 : préservée par l'Amicale des Agents de Paris St-Lazare (AAPSL).

##### BB 16100
- BB 16113 : préservée par la Cité du Train.

##### BB 16500
- BB 16506 : préservée par le Centre de la Mine et du Chemin de Fer de Oignies (CMCF) ;
- BB 16678 : exposée en monument à Magenta (Marne) ;
- BB 16745 : préservée par le Centre de la Mine et du Chemin de Fer de Oignies (CMCF).

##### BB 17000
- BB 17013 : serait préservée par la Cité du Train ;
- BB 17016 : préservée en état de marche par l'Amicale des Agents de Paris St-Lazare (AAPSL).

##### CC 14000
- CC 14018 : préservée par la Cité du Train.

##### CC 14100
- CC 14161 : exposée en monument à Conflans-en-Jarnisy (Meurthe-et-Moselle) ;
- CC 14183 : préservée au Musée de la Mine sur le site du Carreau Wendel à Petite-Rosselle (Moselle).

#### Locomotives bicourant 1500 Volts continu/25000 Volts 50 Hz

##### BB 25150
- BB 25188 : préservée en état de marche par l'Association pour la Préservation du Matériel Ferroviaire Savoyard (APMFS).

##### BB 25200
- BB 25236 : préservée en attente de convention.

##### BB 25500
- BB 25609 : préservée par la Cité du Train ;
- BB 25639 : préservée en état de marche par l'Association pour la Préservation de la CC 6570 (APCC 6570) ;
- BB 25660 : préservée en état de marche par l'Association pour la Préservation de la CC 6570 (APCC 6570) ;
- BB 25673 : préservée en attente de convention ;
- BB 25679 : préservée en attente de convention.

##### BB 26000
- BB 26172 : préservée par la Cité du Train, vidée de la majorité ses organes électriques et mécaniques internes. Il s'agit donc d'une "coquille vide".

##### CC 25000
- CC 20001 : préservée en état de marche par l'Association pour la Préservation du Matériel Ferroviaire Savoyard (APMFS).

#### Locomotives quadricourant 1500 Volts continu/3000 Volts continu/15000 Volts 16,3 Hz/25000 Volts 50 Hz

##### CC 40100
- CC 40101 : préservée par la Cité du train ;
- CC 40109 : préservée par la Cité du Train ;
- CC 40110 : préservée en état de marche par le Matériel Ferroviaire Patrimoine National (MFPN)  Classé MH (2010)[44].

#### Locomotives bifréquence 15000 Volts 16,3 Hz/25000 Volts 50 Hz

##### C 20150
- C 20155 : préservée par l'association Team C-20155 en Suisse.

##### BB 20200
- BB 20210 : préservée par la Cité du Train.

## Autorails

### X 2100

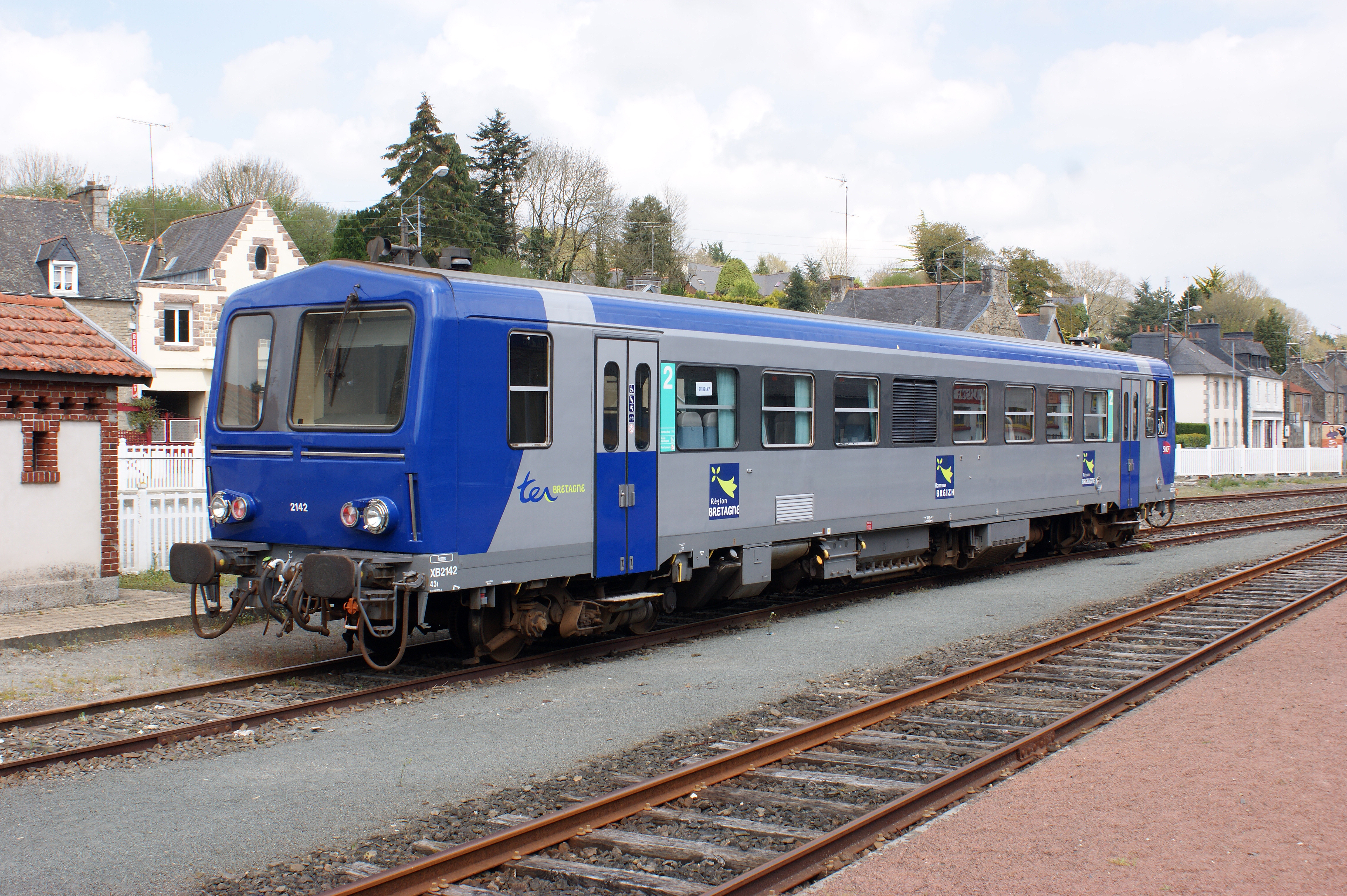
X 2142 en gare de Callac

- X 2115 : préservé par le Chemin de fer touristique du Haut Quercy (CFTHQ) ;
- X 2124 : préservé en état de marche par le Cercle Ferroviaire des Territoires de Sologne et Touraine (CFTST) ;
- X 2135 : préservé en état de marche par la Transvap ;
- X 2137 : préservé par le Chemin de fer touristique du Haut Quercy (CFTHQ) ;
- X 2139 : préservé par le Chemin de fer de la Vendée (CFV) ;
- X 2140 : préservé en état de marche par le Train Touristique de la Vallée du Loir (TTVL) ;
- X 2141 : préservé en état de marche par le Cercle Ferroviaire des Territoires de Sologne et Touraine (CFTST) ;
- X 2144 : préservé en état de marche par le Train Touristique de la Vallée du Loir (TTVL) ;
- X 2145 : préservé par le Chemin de fer touristique du Haut Quercy (CFTHQ).

### Renault VH/X 2200
- X 2211 : préservé par la Cité du train.

### X 2200

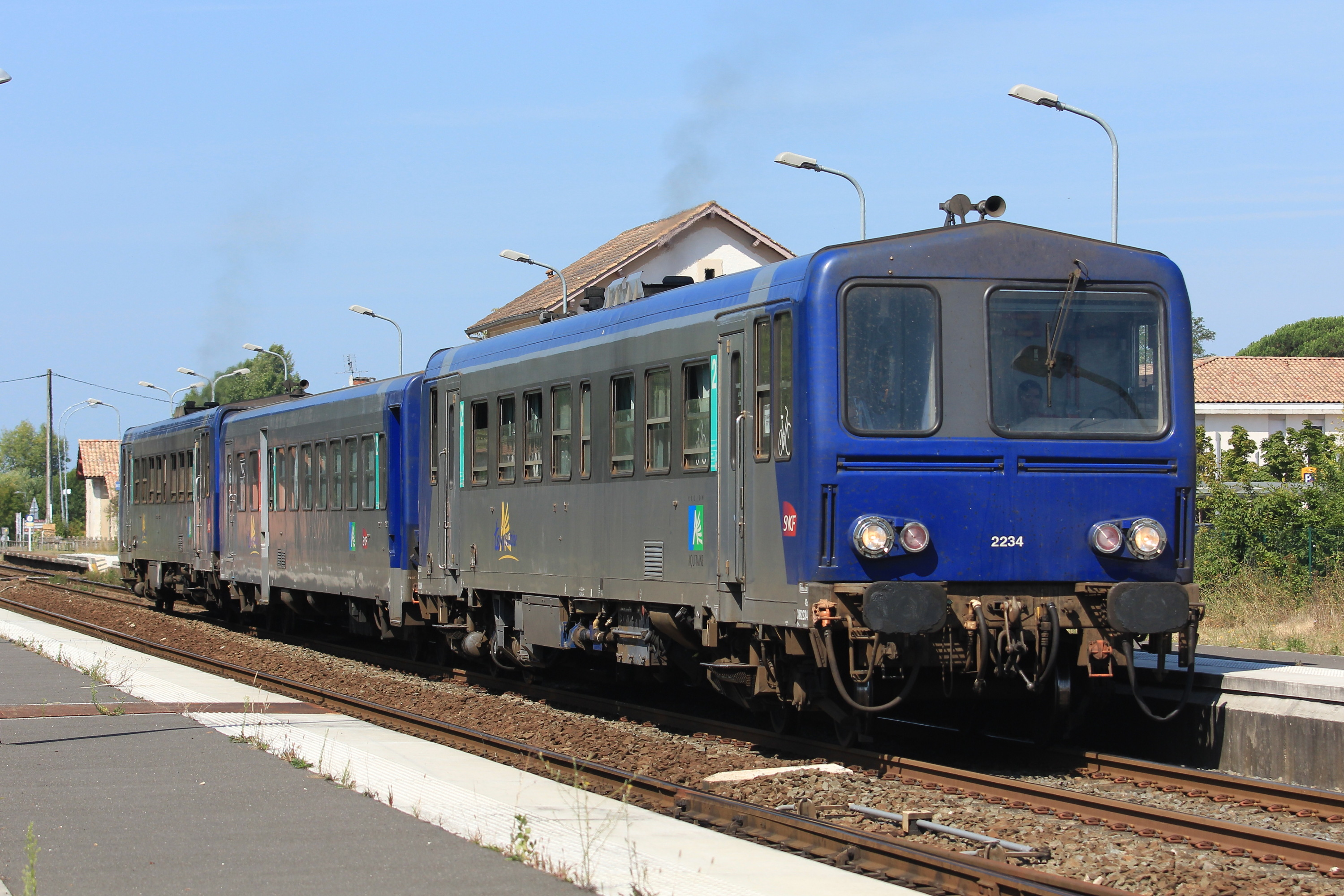
X 2234 en gare de St-André-de-Cubzac

- X 2204 : préservé en état de marche par l’Association du Train Touristique du Centre Var (ATTCV) ;
- X 2208 : préservé en état de marche par le Train des Mouettes (TdM) ;
- X 2210 : préservé par l'Amicale des Anciens et Amis de la Traction à Vapeur section Montluçon (AAATV Montluçon) ;
- X 2215 : préservé par l'Écomusée du haut-pays et des transports (EHPT) ;
- X 2217 : préservé par l'Écomusée du Haut-Pays et des Transports (EHPT) ;
- X 2224 : préservé par l'Amicale des Anciens et Amis de la Traction à Vapeur section Montluçon (AAATV Montluçon) ;
- X 2230 : préservé par l'Amicale des Anciens et Amis de la Traction à Vapeur section Montluçon (AAATV Montluçon) ;
- X 2232 : préservé en état de marche par l'Amicale des Anciens et Amis de la Traction à Vapeur section Montluçon (AAATV Montluçon) ;
- X 2233 : préservé par les Chemins de Fer de la Haute Auvergne (CFHA) ;
- X 2235 : préservé par la Cité du Train ;
- X 2238 : préservé par les Chemins de Fer de la Haute Auvergne (CFHA) ;
- X 2247 : préservé par l'Autorail Limousin ;
- X 2251 : préservé en état de marche par le Train des Mouettes (TdM) ;
- X 2255 : préservé par l'Autorail Limousin.

### X 2400

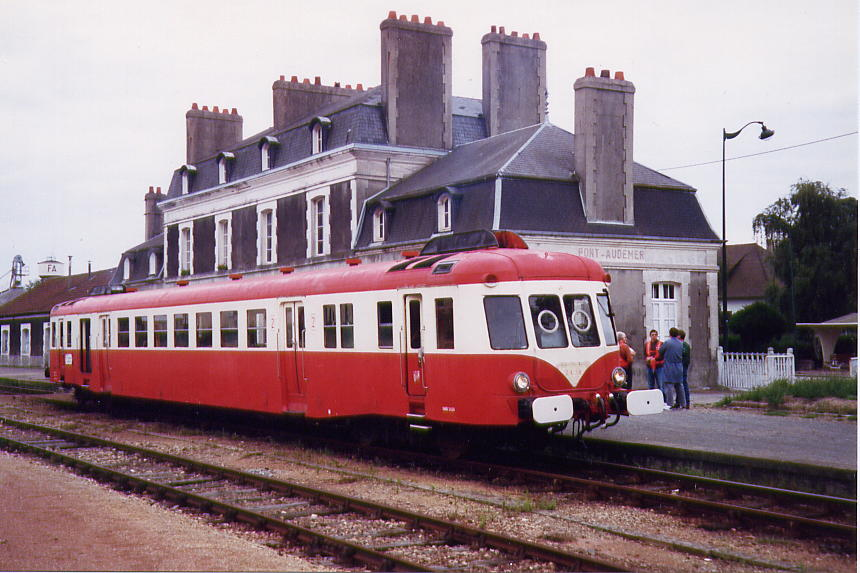
X 2426 en gare de Pont-Audemer

- X 2402 : anciennement préservé, ferraillé en 2004[réf. souhaitée] ;
- X 2403 : préservé en état de marche par les Chemins de Fer de la Haute Auvergne (CFHA)  Classé MH (2010)[45];
- X 2419 : préservé en état de marche par le Train Touristique de la Vallée du Loir (TTVL)  Classé MH (2010)[46];
- X 2423 : préservé par le Chemins de fer du Centre-Bretagne (CFCB) ;
- X 2425 : préservé en état de marche par le Chemin de fer du Haut Forez (CFHF) ;
- X 2426 : préservé par le Chemin de fer touristique Pontarlier-Vallorbe (CFTPV, ou Coni'fer) ;
- X 2431 : anciennement préservé par l’association du Train à Petite Vitesse des Morins, ferraillé en 1998[réf. souhaitée] ;
- X 2448 : anciennement préservé par le Centre de la Mine et du Chemin de Fer de Oignies (CMCF), ferraillé en 2009[réf. souhaitée] ;
- X 2468 : anciennement préservé par le Chemin de Fer Touristique du Sud des Ardennes (CFTSA), ferraillé en 2014[réf. souhaitée].

### X 2800

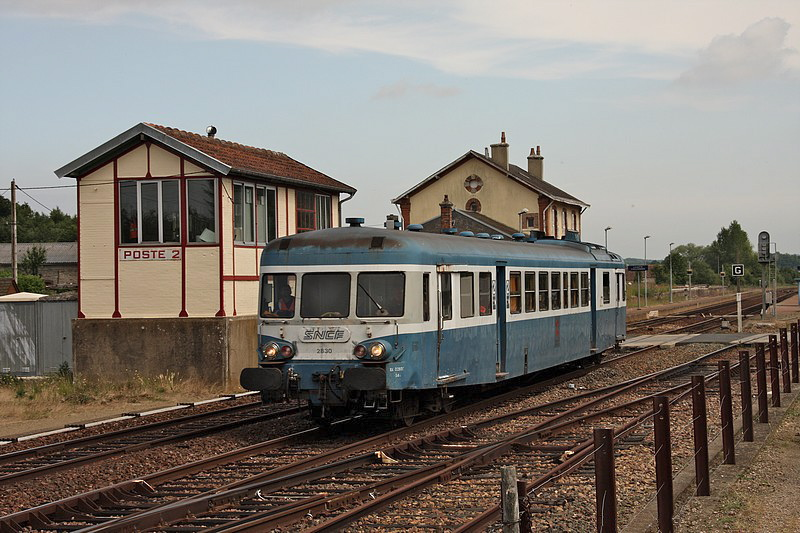
X 2830 en gare de la Hutte Coulombiers lors de son acheminement vers sa nouvelle affectation, le CFCB

- X 2804 : préservé par l'Écomusée du haut-pays et des transports (EHPT) ;
- X 2807 : préservé en état de marche par le Chemin de fer du Haut Forez (CFHF) ;
- X 2816 : préservé en état de marche par l'Autorail X 2800 du Haut-Doubs ;
- X 2819 : préservé en état de marche par l'Association des Passionnés de l'X 2800 (AP2800) ;
- X 2825 : préservé par l’Association du Train Touristique du Centre Var (ATTCV) ;
- X 2830 : préservé en état de marche par le Chemins de fer du Centre-Bretagne (CFCB) ;
- X 2844 : préservé par l'Autorail Limousin ;
- X 2847 : préservé par le Chemins de fer du Centre-Bretagne (CFCB) ;
- X 2856 : préservé par l'Agrivap ;
- X 2863 : préservé par la Cité du train ;
- X 2875 : préservé par le Chemin de Fer du Centre Bretagne (CFCB) ;
- X 2883 : préservé par le Chemin de Fer de Charente-Limousine (CFCL) ;
- X 2895 : préservé par l'Amicale des Anciens et Amis de la Traction à Vapeur section Montluçon (AAATV Montluçon) ;
- X 2900 : préservé en état de marche par l'Amicale des Anciens et Amis de la Traction à Vapeur section Montluçon (AAATV Montluçon) ;
- X 2903 : préservé par le Chemin de Fer de Charente-Limousine (CFCL) ;
- X 2907 : préservé par l'Autorail Limousin ;
- X 2908 : préservé en état de marche par les Chemins de Fer de la Haute Auvergne (CFHA) ;
- X 2914 : préservé en état de marche par l'Association des Passionnés de l'X 2800 (AP2800).

### X 3400
- X 3421 : préservé par la Cité du train.

### X 3600
- X 3601 : préservé en état de marche par le Chemin de fer de la vallée de l'Eure (CFVE)  Classé MH (1998)[47];
- X 3623 : préservé par le Chemin de fer touristique du Vermandois (CFTV).

### X 3700
- X 3710 : préservé par le Train Thur Doller Alsace (TTDA)  Classé MH (2011)[48].

### X 3800

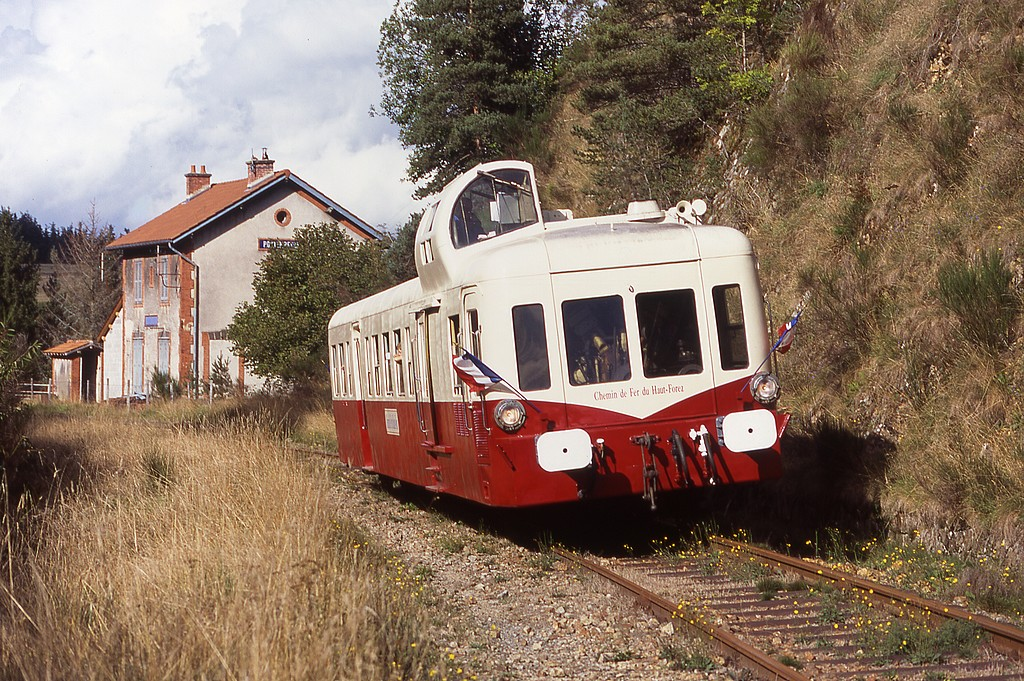
X 4001 préservé par le CFHF

- X 3801 : anciennement préservé par Chemin de Fer Touristique des Hautes Falaises (CFTHF) ;
- X 3810 : anciennement préservé par l'Association Bordelaise des Amis des Chemins de fer (ABAC) ;
- X 3814 : préservé en état de marche par l'Association des Autorails Touristiques de l’Yonne (AATY) ;
- X 3817 : préservé en état de marche par le Chemin de fer touristique de la vallée de l'Aa (CFTVA) ;
- X 3818 : anciennement préservé par le Chemin de Fer Touristique de la Traconne (CFTT) ;
- X 3823 : préservé en état de marche par le Chemin de fer de la Vendée (CFV) ;
- X 3824 : préservé en état de marche par l'Association des Trains du Sud de la France (ATSF) ;
- X 3825 : préservé par l'association Quercyrail au Musée du Rail à Cajarc ;
- X 3835 : préservé par l'Association des Autorails Touristiques de l’Yonne (AATY) ;
- X 3837 : préservé en état de marche par l'Association Lorraine d'Exploitation et de Modélisme Ferroviaires (ALEMF) ;
- X 3838 : préservé en état de marche par le Chemin de Fer Touristique du Sud des Ardennes (CFTSA) ;
- X 3846 : anciennement préservé par l’association Autorail Touristique du Minervois (ATM), ferraillé en 2012[réf. souhaitée] ;
- X 3847 : exposé par la Cité du train, découpé à un tiers de sa longueur, seule l'extrémité côté compartimentent moteur/poste de conduite a été conservée ;
- X 3850 : préservé en état de marche par le Chemin de Fer Touristique du Sud des Ardennes (CFTSA) ;
- X 3853 : préservé en état de marche par le Chemin de fer touristique de la vallée de l'Aa (CFTVA) ;
- X 3865 : anciennement préservé par le Train touristique de l'Ardèche méridionale (Viaduc 07), ferraillé en 2011[réf. souhaitée] ;
- X 3866 : préservé par l'Amicale Caen-Flers (ACF) ;
- X 3867 : préservé en état de marche par l'Agrivap ;
- X 3876 : préservé par l'Auberge du Chemin de Fer à Lanester (Morbihan), transformé en gîte ;
- X 3886 : préservé par l'association Autorails de Bourgogne-Franche-Comté (ABFC)  Inscrit MH (2023)[49];
- X 3890 : préservé en état de marche par le Chemins de fer du Centre-Bretagne (CFCB) ;
- X 3897 : anciennement préservé par l'Association du Chemin de fer Touristique de l’Aubois (ACTA), ferraillé en 2018[réf. souhaitée] ;
- X 3898 : préservé par le Chemin de Fer Touristique du Sud des Ardennes (CFTSA) ;
- X 3900 : préservé par les Chemins de Fer de la Haute Auvergne (CFHA), transformé en autorail de tournée d’inspection par la SNCF ;
- X 3907 : anciennement préservé par le Train touristique Étretat-Pays de Caux (TTEPAC), ferraillé en 2014[réf. souhaitée] ;
- X 3926 : préservé en état de marche par l’association Tourisme Ferroviaire de la Brie Champenoise à l’Omois (TFBCO) ;
- X 3934 : anciennement préservée par l'Agrivap, ferraillé à la suite d'une collision à un passage à niveau[réf. souhaitée] ;
- X 3937 : anciennement préservée par l'Association de Modélistes Rambolitrain, ferraillé en 2011[réf. souhaitée] ;
- X 3943 : préservé en état de marche par le Chemin de Fer Touristique du Sud des Ardennes (CFTSA) ;
- X 3944 : préservé en état de marche par le Train du pays Cathare et du Fenouillèdes (TPCF) ;
- X 3953 : préservé en état de marche par la Transvap ;
- X 3959 : préservé en état de marche par le Chemin de Fer de Charente-Limousine (CFCL) ;
- X 3968 : préservé en état de marche par le Chemin de fer touristique du Haut Quercy (CFTHQ) ;
- X 3971 : anciennement préservé par le Chemin de fer de la Vendée (CFV), ferraillé ;
- X 3976 : préservé en état de marche par l’Association du Train Touristique du Centre Var (ATTCV) ;
- X 3989 : anciennement préservé par le Train touristique de l'Ardèche méridionale (Viaduc 07), ferraillé en 2010 ;
- X 3998 : préservé en état de marche par le Chemin de fer à vapeur des Trois Vallées (CFV3V) en Belgique ;
- X 4001 : préservé en état de marche par le Chemin de fer du Haut Forez (CFHF) ;
- X 4013 : anciennement conservé comme vestiaire pour une discothèque installée dans l'ancienne gare de Sancerre (Cher)[réf. souhaitée], ferraillé[réf. souhaitée] ;
- X 4028 : anciennement préservé par l'association Autorail Touristique du Minervois (ATM), ferraillé en 2013[réf. souhaitée] ;
- X 4039 : préservé en état de marche par l'association Autorails de Bourgogne-Franche-Comté (ABFC)  Inscrit MH (2023)[50];
- X 4042 : préservé en état de marche au Musée de la Mine sur le site du Carreau Wendel à Petite-Rosselle (Moselle) ;
- X 4046 : préservé en état de marche par l'association Autorail Lorraine Champagne Ardenne (ALCA) ;
- X 4051 : anciennement préservé par la société générale de Chemins de Fer et de Transports Automobiles (CFTA), ferraillé[réf. souhaitée].

### X 4200
- X 4204 : préservé par l'Agrivap  Classé MH (1998)[51];
- X 4206 : préservé par l'Agrivap ;
- X 4208 : préservé en état de marche par l'Agrivap.

### X 5500
- X 5506 : anciennement préservé par le Chemin de fer de la vallée de l'Eure (CFVE) ;
- X 5509 : préservé par le Chemin de fer de la vallée de l'Eure (CFVE).

### X 5600
- X 5621 : préservé en état de marche par l'Agrivap, transformé en draisine d'inspection par la SNCF, et réimmatriculé 4M.201 ;
- X 8013 : exposé en monument à Richelieu  Classé MH (1997)[52].

### X 5800

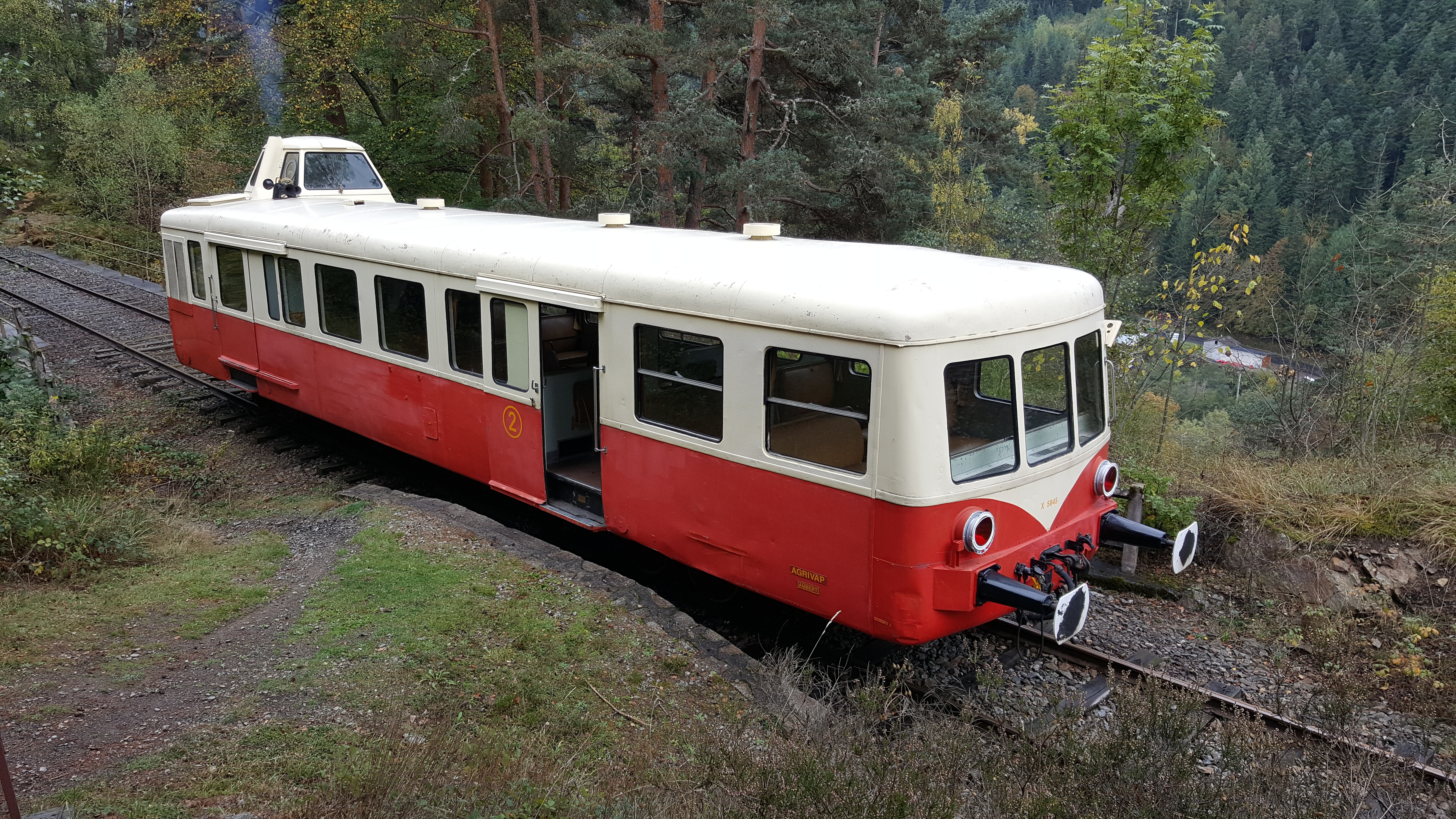
X 5845 préservé par l'ATSF

- X 5809 : anciennement préservé par l'Association des Amis de la Gare de Wassy ;
- X 5815 : préservé par le Vélorail du Périgord Vert ;
- X 5822 : préservé par le Train des Mouettes (TdM) ;
- X 5830 : anciennement préservé par l'Association des Amis de la Gare de Wassy ;
- X 5845 : préservé en état de marche par l'Association des Trains du Sud de la France (ATSF) ;
- X 5852 : préservé en état de marche par le Train Thur Doller Alsace (TTDA).

### X 42000
- X 42511 : exposé en monument devant la société Noirot à Laon (Aisne).

### X 52100
- X 52103 : préservé par la Cité du train.

### XB 1000
- XB 1008 : préservé par la Cité du train.

### Micheline type 22 / XM 5000
- XM 5005 : préservé par la Cité du train.

## Automoteurs Diesel

### X 2700
- X 2709 + XRx 7719 : préservé par le Chemin de fer du Haut Forez (CFHF), démotorisé ;
- X 2716 + XRx 7762 : préservé par l'Association des Autorails Touristiques de l’Yonne (AATY) ;
- X 2719 + XRx 7708 : préservé par l'association Autorail Lorraine Champagne Ardenne (ALCA).

### X 2720
- X 2723 + XRx 7723 : préservé par le Train touristique Étretat-Pays de Caux (TTEPAC) ;
- X 2725 + XRx 7725 : préservé en état de marche par les Chemins de Fer de la Haute Auvergne (CFHA) ;
- X 2726 + XRx 7736 : préservé en état de marche par les Chemins de Fer de la Haute Auvergne (CFHA) ;
- X 2731 + XRx 7731 : anciennement préservé par le Train touristique de l'Ardèche méridionale (Viaduc 07), ferraillé[réf. souhaitée].

### X 4300
- X 4345 + XRx 8327 : anciennement préservé par le Chemin de Fer à Vapeur des Trois Vallées (CFV3V) en Belgique ;
- X 4367 + XRx 8362 : anciennement préservé par le Chemin de Fer à Vapeur des Trois Vallées (CFV3V) en Belgique ;
- X 4395 + XRx 8508 : préservé en état de marche par le Train Thur Doller Alsace (TTDA).

### X 4500

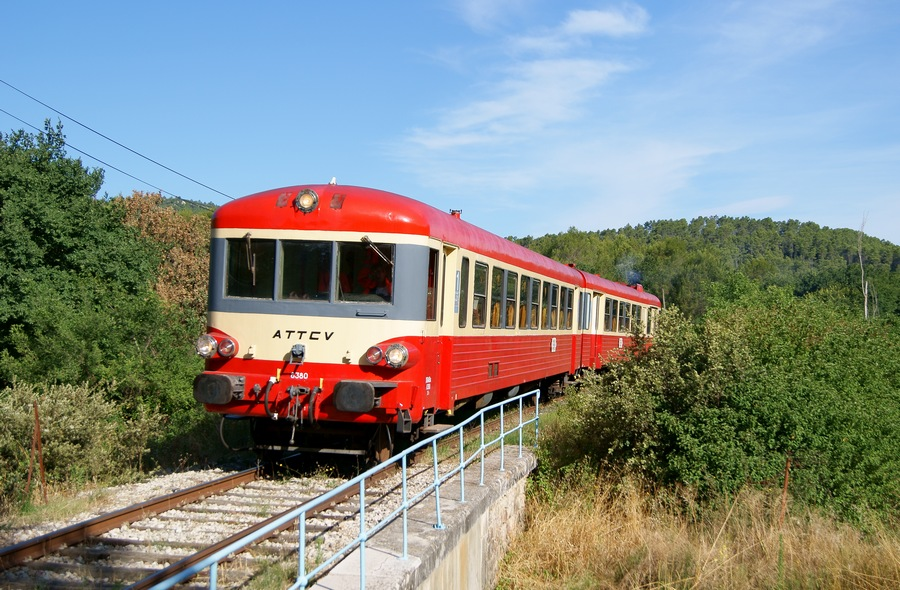
X 4567 préservé par l’ATTCV

- X 4506 + XRx 8615 : anciennement préservé par le Train touristique de l'Ardèche méridionale (Viaduc 07), ferraillé en 2013[réf. souhaitée] ;
- X 4511 + XRx 8515 : anciennement préservé par l'association Quercyrail, ferraillé en 2010[réf. souhaitée] ;
- X 4519 + XRx 8528 : anciennement préservé par l'association Quercyrail, ferraillé en 2011[réf. souhaitée] ;
- X 4545 + XRx 8601 : préservé en état de marche par le Train du pays Cathare et du Fenouillèdes (TPCF) ;
- X 4554 + XRx 8564 : préservé par le Train du Pays Cathare et du Fenouillèdes (TPCF) ;
- X 4555 + XRx 8572 : anciennement préservé par l'association PontAuRail, ferraillé en 2008[réf. souhaitée] ;
- X 4567 + XRx 8380 : préservé en état de marche par l’Association du Train Touristique du Centre Var (ATTCV) ;
- X 4573 + XRx 8592 : préservé en état de marche par le Train du pays Cathare et du Fenouillèdes (TPCF) ;
- X 4590 + XRx 8619 : préservé en état de marche par l’Association du Train Touristique du Centre Var (ATTCV) ;
- X 4607 + XRx 8415 : préservé par le Train du pays Cathare et du Fenouillèdes (TPCF) ;
- X 4620 + XRx 8410 : anciennement préservé par la Transvap.

### X 4630

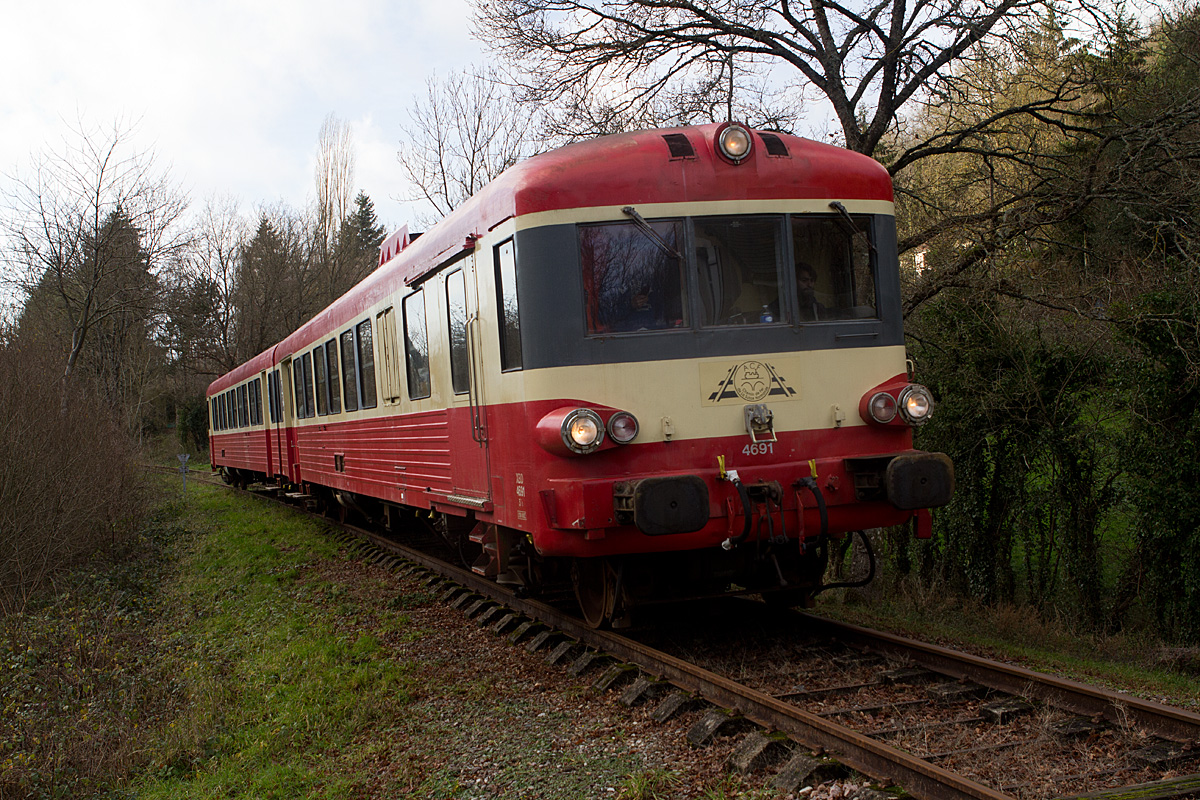
X 4691 préservé par l’ACF

- X 4630 + XRx 8642 : préservé en état de marche par le Chemin de Fer Touristique du Sud des Ardennes (CFTSA) ;
- X 4647 + XRx 8441 : préservé en état de marche par le Chemin de Fer Touristique du Sud des Ardennes (CFTSA) ;
- X 4691 + XRx 8688 : préservé en état de marche par l’Amicale Caen Flers (ACF) ;
- X 4719 + XRx 8716 : préservé en état de marche par le Chemin de Fer Touristique du Sud des Ardennes (CFTSA).

### X 4750
- X 4786 + XRx 8786 : préservé par l'Association du Chemin de fer Touristique de l’Auxois (ACTA) ;
- X 4787 + XRx 8787 : préservé en état de marche par l'Association du Chemin de fer Touristique de l’Auxois (ACTA) ;
- X 4790 + XRx 8790 : préservé en état de marche par le Chemin de fer touristique de la vallée de l'Aa (CFTVA) ;
- X 4795 + XRx 8795 : préservé en état de marche par le Chemin de fer touristique de la vallée de l'Aa(CFTVA).

### X 4900
- X 4903 + XR 8902 + X 4904 : préservé en état de marche par l’Association du Train Touristique du Centre Var (ATTCV) ;
- X 4911 + XR 8906 + X 4912 : préservé par l’Association du Train Touristique du Centre Var (ATTCV).

### X 94750
- XP 94755 + XRPx 98755 : préservé par l'Association du Musée Postal des Anciens Ambulants de Toulouse.

## Automotrices

### Automotrices mono-courant 750 Volts continu (3erail)

#### Z 1200
- Z 1208 : préservée par la Cité du train.

#### Z 1500
- Z 1567 : préservée par la Cité du train (sans remorque) ;
- Z 1572 + ZRx 11551 : anciennement préservée par l'association Métro.

### Automotrices mono-courant 1500 Volts continu

#### Z 3400
- Z 3402 : anciennement préservée par l'association Compagnie Internationale des Transports Rétro (CITR) ;
- Z 3411 : préservée par la Cité du train.

#### Z 4100
- Z 4139 : anciennement préservée par le Chemin de Fer Touristique de la Seudre (CFTS), ferraillée en 1983[réf. souhaitée] ;
- Z 4156 : préservée par la Cité du train (sans remorque).

#### Z 7100
- Z 7133 + ZRx 17133 : préservée par l'Association pour la Préservation du Matériel Ferroviaire Savoyard (APMFS).

### Automotrices mono-courant 12000 Volts 16,3 Hz

#### Z 4900
- Z 4909 : préservée par la Cité du train  Classé MH (2003)[53].

## Automoteurs électriques

### Automoteurs mono-courant 1500 Volts continu

#### Z 3700
- Z 3713 + ZRx 3713 : anciennement préservée par le Club Ferroviaire d’Elbœuf (Seine-Maritime), ferraillée en 1998[réf. souhaitée] ;
- Z 3714 + ZRx 3714 : préservée par la Cité du train.

#### Z 5100

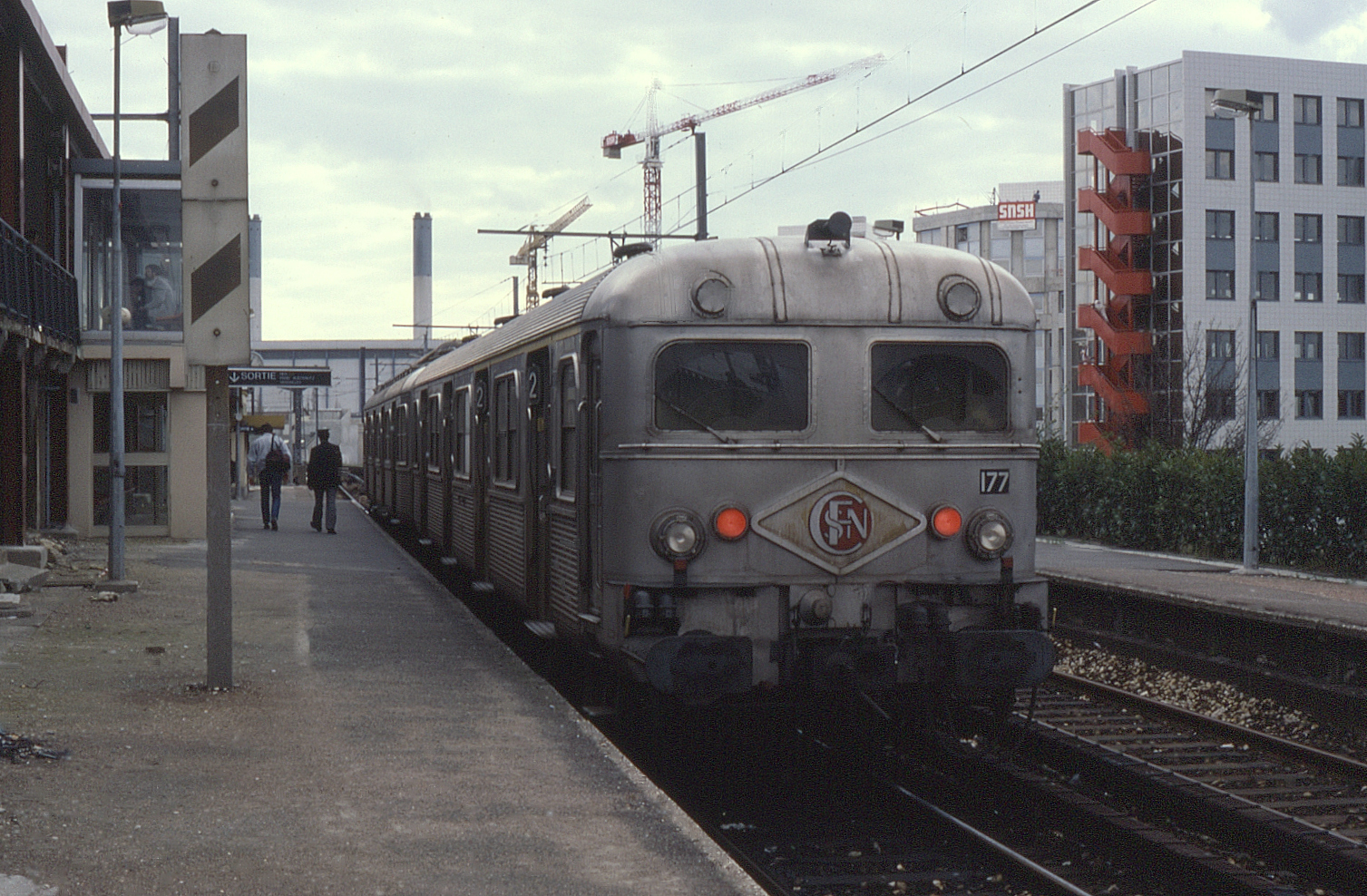
Z 5177 en gare d'Issy-Plaine

- Z 5119 + ZR 25137 + ZRx 15149 et ZR 25143 : préservée par le Cercle Ouest Parisien d'Études Ferroviaires (COPEF), rame recomposée à partir des meilleurs éléments issus de deux des trois dernières rames en circulation (rame Z 5119 et rame Z 5137), ZR 25143 conservée comme véhicule atelier  Classé MH (2014, sauf ZR 25143)[54] ;
- Z 5177 + ZRx 15177 : anciennement préservée par l'association Métro en version ligne de Puteaux à Issy-Plaine, avec notamment la composition réduite à deux caisses (Z + ZR), l'installation de frotteurs pour le captage du courant par 3e rail, et l'alimentation en 750 Volts continu.

#### Z 5300
- Z 5327 + ZRx 15327 : préservée par la Cité du train, les remorques intercalaires ZR 25353 et 25354 ont été ferraillées[réf. souhaitée].

#### Z 6400
- Z 6401 + ZR 26401 + ZR 26402 + Z 6402 : préservée en attente de convention.

### Automoteurs mono-courant 25000 Volts 50 Hz

#### Z 6100
- Z 6180 + ZR 25180 + ZRx 16180 : anciennement préservée par l'Association pour la Préservation d'un P'tit Gris du Nord (APPG Nord), ferraillée[réf. souhaitée] ;
- Z 6181 + ZRx 16181 : préservée par la Cité du train, la remorque intercalaire ZR 26181 a été ferraillée[réf. souhaitée].

## Turbotrains

### TGV 001
- Motrice TDu 001 : exposée en monument au bord de l'autoroute A4 (sortie 50 Schiltigheim-Bischheim) ;
- Motrice TDu 002 : exposée en monument au bord de l'autoroute A36 (sortie 13 Belfort-Glacis du Château).

### Élément à Turbine à Gaz(ETG)

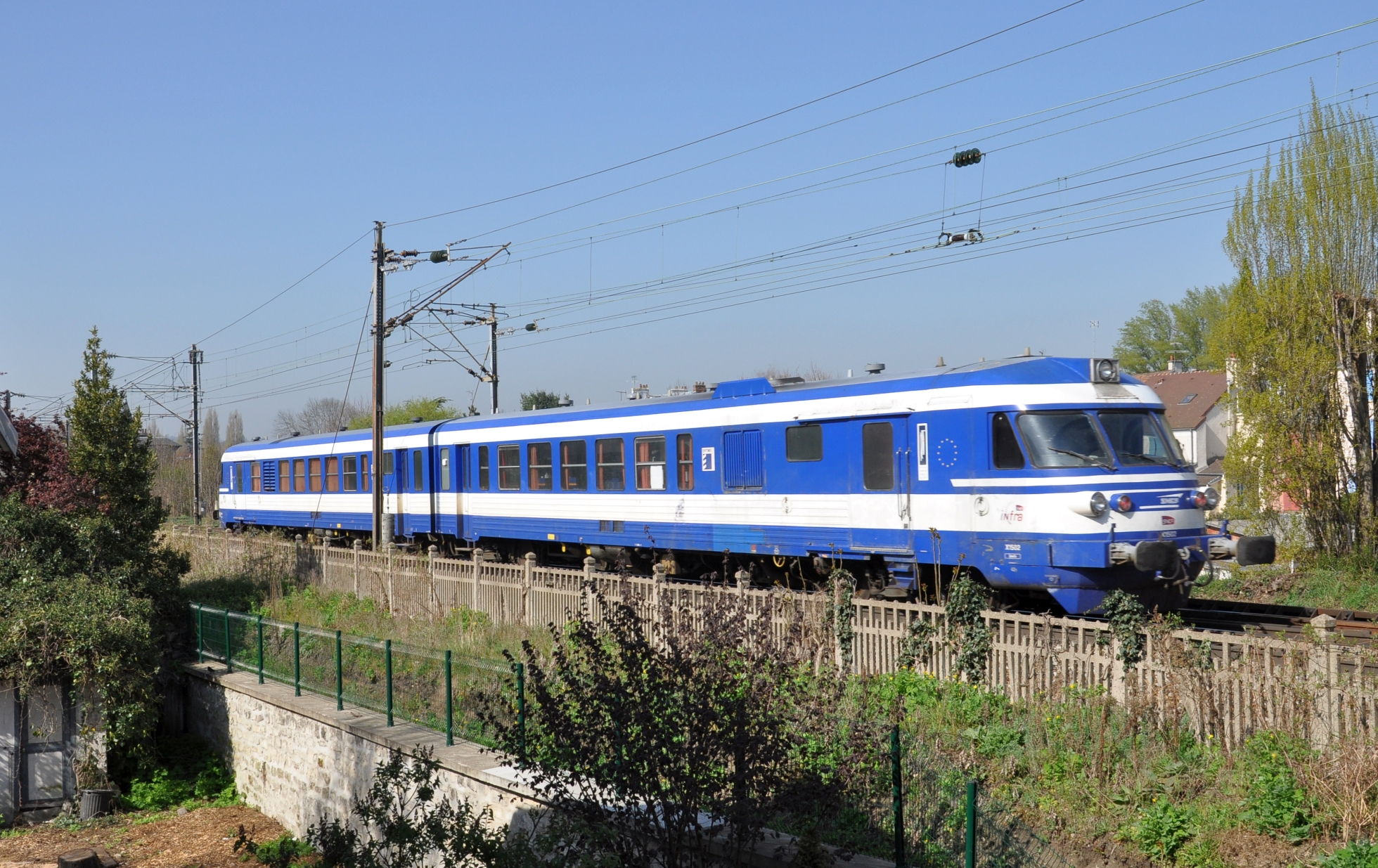
X 1501/1502 préservé par l'ATTCV

- Motrice TBDu no 1511 : préservée par l’Association du Train Touristique du Centre Var (ATTCV) dans sa version modifié/fin de carrière Astrée (réimmatriculé X 1501), modifié par la SNCF en autorail de démonstration puis de contrôle ;
- Motrice TBDu no 1512 : préservée par l’Association du Train Touristique du Centre Var (ATTCV) dans sa version modifié/fin de carrière Astrée (réimmatriculé X 1502), modifié par la SNCF en autorail de démonstration puis de contrôle.

### Rame à Turbine à Gaz(RTG)
- Motrice TBDu no 2010 : préservée par la Cité du train ;
- Motrice TBDu no 2057 : préservée par la Cité du train.

## Train à Grande Vitesse (TGV)

### TGV PSE

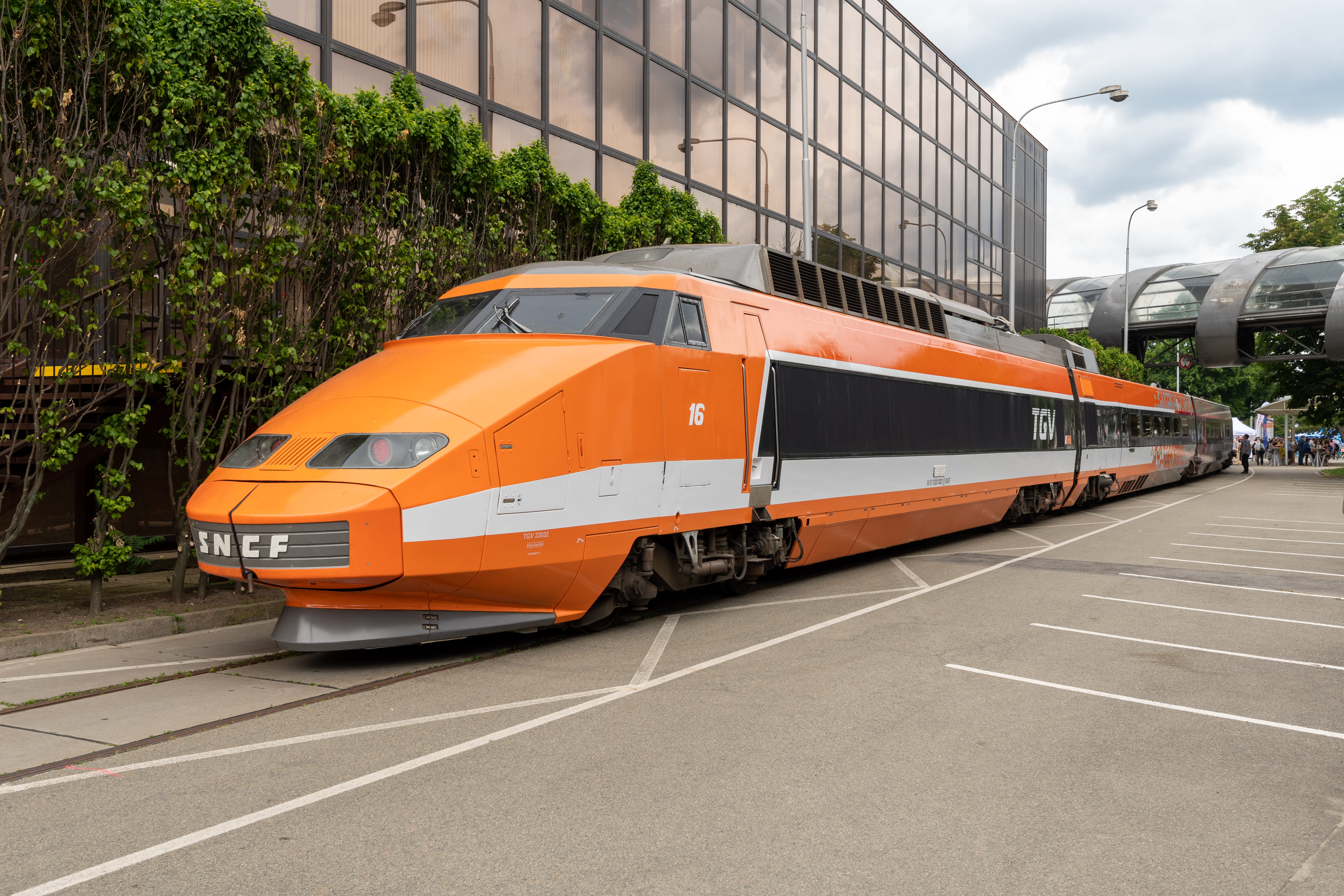
TGV PSE Rame no 16 à Brno en République tchèque lors d'une exposition en juin 2022

- Rame no 01 (motrice no 23002) : conservée au Technicentre Sud-Est Européen (TSEE) de Villeneuve-Saint-Georges. Le reste de la rame a été ferraillé en septembre 2022[réf. souhaitée], alors qu'il était à l'origine prévu de préserver également la motrice no 23001 pour mise en monument au Technicentre de Bischheim[réf. souhaitée] et la remorque R1 pour la Cité du train[réf. souhaitée] ;
- Rame no 16 (entière) : préservée en état de marche au Technicentre Sud-Est Européen (TSEE) de Villeneuve-Saint-Georges ;
- Rame no 32 (motrice no /23064) : exposée en monument devant le nouveau Technicentre Industriel de Romilly (Aube), vidée de tous ses organes électriques et mécaniques internes, à l’exception du pupitre de conduite et de la cloison séparant la cabine de conduite du reste de la motrice qui sont encore présent. Il s'agit donc d'une « coquille vide ».[réf. souhaitée]
- Rame no 60 (motrice no 23119) : préservée par la Cité du train, renumérotée en motrice no 23121 (rame 61).

### TGV Postal
- Demi-rame no 954 (motrice no 923007, remorques R1 à R4) : anciennement préservée au Technicentre Sud-Est Européen (TSEE) de Villeneuve-Saint-Georges. Elle a été acheminée chez le ferrailleur de Culmont-Chalindrey le 12 mars 2025 pour y être detruite.

### TGV Atlantique
- Rame no 325 (motrices no 24049, no 24050 et remorque R1) : préservée par la Cité du train (motrice no 24049 et remorque R1), conservée en attente d’être exposée[réf. souhaitée] en monument au Technicentre Atlantique (TATL) à Châtillon (motrice no 24050).

## Locomoteurs

### Y 50100
- Y 50102 : anciennement préservé par le Chemin de Fer Touristique des Hautes Falaises (CFTHF) ;
- Y 50105 : anciennement préservé par le Chemin de Fer Touristique des Hautes Falaises (CFTHF) ;
- Y 50110 : préservé par le Chemin de fer touristique du Haut Quercy (CFTHQ).

### Y 51100
- Y 51125 : préservé par la base de loisirs des 3 lacs à Monclar-de-Quercy (Tarn-et-Garonne), vidé de ses parties mécaniques internes, et transformé en local sanitaire ;
- Y 51147 : préservé par le Train des Mouettes (TdM).

### Y 51200
- Y 51228 : préservé par le Train des Mouettes (TdM) ;
- Y 51232 : anciennement préservé par le Chemin de Fer Touristique Pontarlier-Vallorbe (CFTPV, ou Coni'fer), ferraillé en 2019[réf. souhaitée].

## Locotracteurs

### Y 2100
- Y 2107 : préservé par le Chemin de Fer de la Baie de Somme (CFBS) ;
- Y 2121 : préservé par le Centre de la Mine et du Chemin de Fer de Oignies (CMCF) ;
- Y 2126 : préservé par l'Association des Autorails Touristiques de l’Yonne (AATY) ;
- Y 2127 : préservé par l'Association des Autorails Touristiques de l’Yonne (AATY) ;
- Y 2139 : préservé par le Muséeotrain à Semur-en-Vallon (Sarthe) ;
- Y 2141 : anciennement exposé en monument à Félines-Thermenès (Aude) ;
- Y 2145 : anciennement préservé par Chemin de Fer Touristique des Hautes Falaises (CFTHF) ;
- Y 21** : exposé en monument à Onnaing (Nord) ;
- Y 21** : anciennement préservé par le Chemin de Fer Touristique Pontarlier-Vallorbe (CFTPV, ou Coni'fer), ferraillé en 2019[réf. souhaitée] ;

### Y 2200

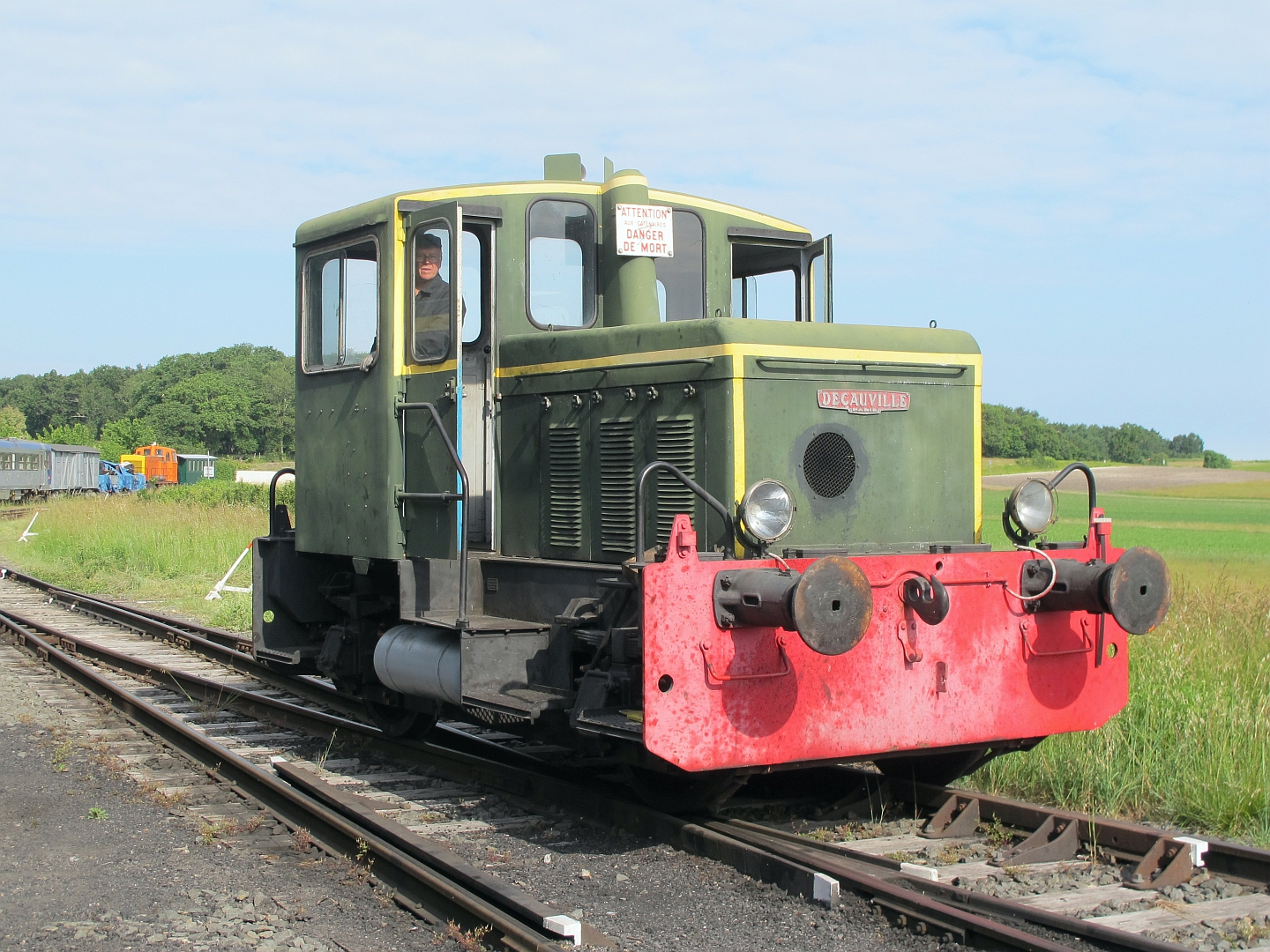
Y 2330 préservé par le Train des Mouettes

- Y 2228 : préservé par la Transvap ;
- Y 2261 : exposé en monument devant l'entrée du Musée Jean le Mineur à Noyant-d’Allier (Allier) ;
- Y 2262 : préservé en état de marche par le Chemin de fer de la vallée de l'Eure (CFVE) ;
- Y 2263 : préservé par le Tacot des Lacs ;
- Y 2275 : exposé en monument devant l'entrée du musée Trainland à Saint-Dié-des-Vosges (Vosges) ;
- Y 2290 : préservé par l'Amicale Caen-Flers (ACF) ;
- Y 2291 : préservé par la Cité du train ;
- Y 2296 : préservé par le Train Touristique ÉtrÉtat-PAys de Caux (TTEPAC) ;
- Y 2306 : anciennement préservé par l'Association des Amis de la Gare de Wassy ;
- Y 2319 : anciennement préservé par la Transvap, ferraillé en 1997 à la suite de l'incendie du dépôt de la Transvap[réf. souhaitée] ;
- Y 2330 : préservé par le Train des Mouettes (TdM) ;
- Y 2*** : exposé en monument à Pontfaverger-Moronvilliers (Marne) ;
- Y 23** : anciennement préservé par l'Association des Amis de la Gare de Wassy.

### Y 2400

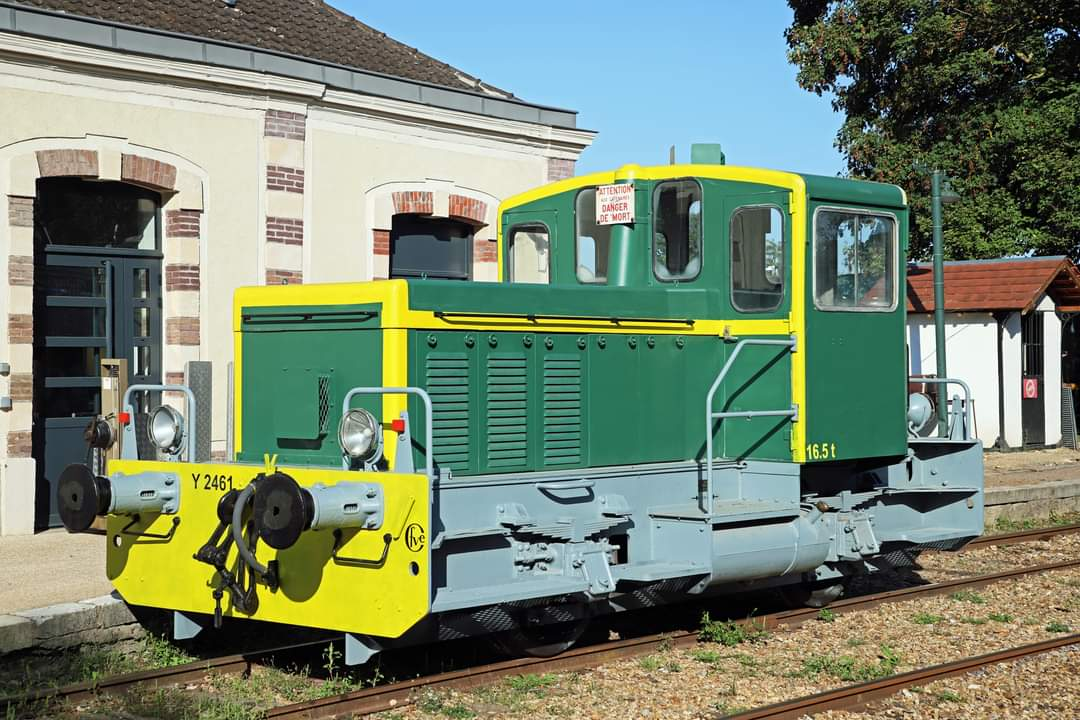
Y 2461 préservé par le CFVE

- Y 2402 : préservé en état de marche par le Chemin de fer touristique du Rhin (CFTR) ;
- Y 2406 : exposé en monument sur un rond-point à Varennes-Vauzelles (Nièvre) ;
- Y 2410 : exposé en monument à Charleville-Mézières (Ardennes) ;
- Y 2422 : préservé par le Chemin de Fer de Bon Repos (CFBR) ;
- Y 2423 : préservé par l'Écomusée du Haut-Pays et des Transports (EHPT) ;
- Y 2456 : préservé par le Train du pays Cathare et du Fenouillèdes (TPCF) ;
- Y 2461 : préservé en état de marche par le Chemin de fer de la vallée de l'Eure (CFVE) ;
- Y 2475 : préservé par le Train Touristique des Monts du Lyonnais (TTML) ;
- Y 2488 : exposé en monument sur un rond-point à Les Avenières (Isère) ;
- Y 2498 : préservé en état de marche par le Chemin de fer touristique du Rhin (CFTR) ;
- Y 2507 : préservé en état de marche par l’Ajecta au Musée vivant du chemin de fer.

### Y 5100

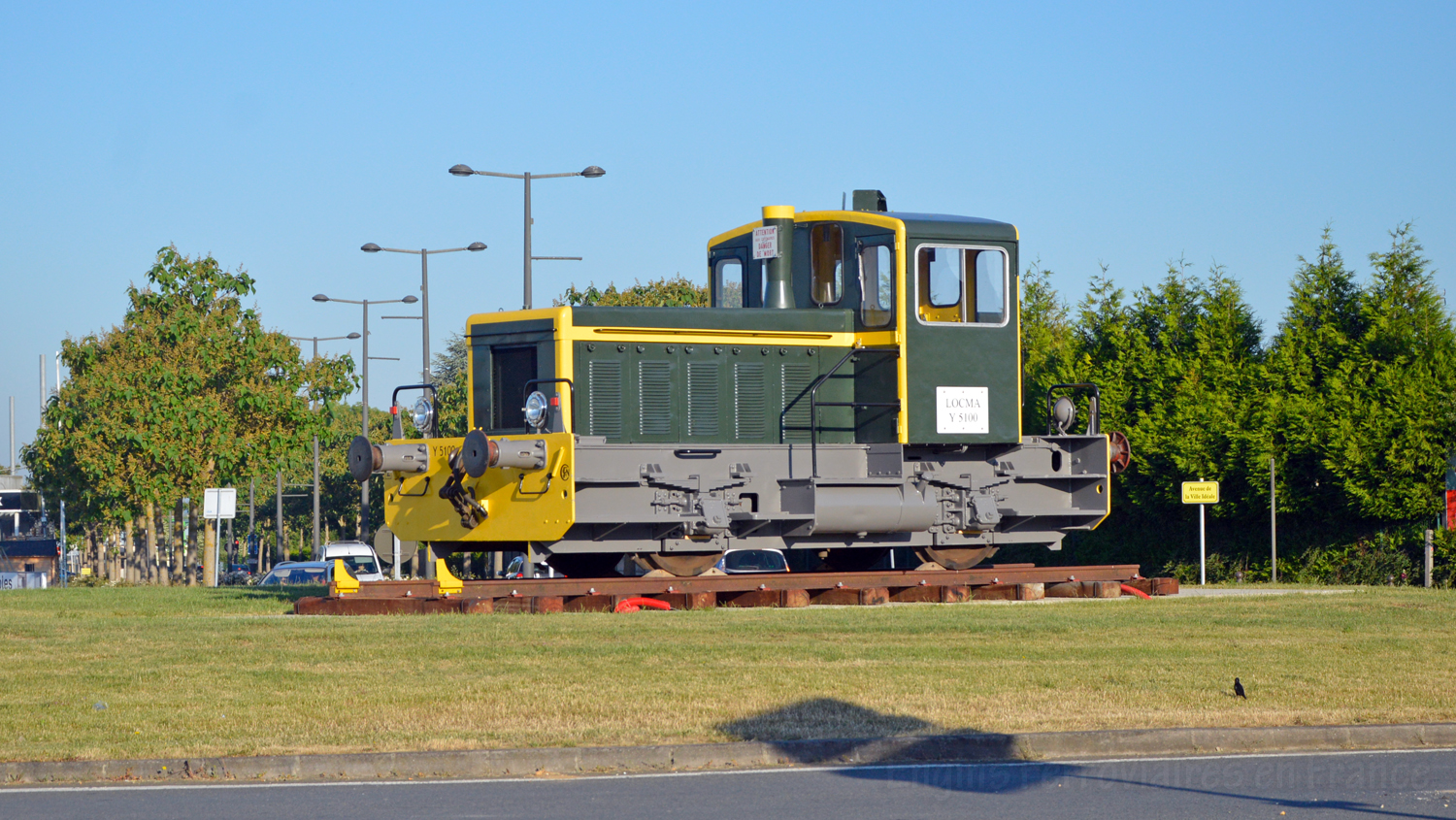
Y 5119 exposé en monument sur un rond-point à Longueau

- Y 5119 : exposé en monument sur un rond-point à Longueau (Somme) ;
- Y 5130 : préservé en état de marche par le Chemin de fer à Vapeur des Trois Vallées (CFV3V) en Belgique ;
- Y 5136 : préservé par la Transvap ;
- Y 5137 : préservé par le Chemin de fer touristique du Haut Quercy (CFTHQ) ;
- Y 5143 : préservé en état de marche par le Matériel Ferroviaire Patrimoine National (MFPN) ;
- Y 5144 : anciennement préservé par le Train des Mouettes (TdM), ferraillé en 2019 ;
- Y 5159 : préservé par le Vélorail de la Vallée du Spin.

### Y 5200
- Y 5205 : préservé par le Chemin de fer touristique du Haut Quercy (CFTHQ).

### Y 6020
- Y 6022 : anciennement exposé en monument Chemin du Canal à Remiremont (Vosges), ferraillé en 2012 ;
- Y 6040 : préservé en état de marche par l'Association Lorraine d'Exploitation et de Modélisme Ferroviaires (ALEMF) ;
- Y 60** : anciennement préservé par Chemin de Fer Touristique des Hautes Falaises (CFTHF).

### Y 6100
- Y 61** : préservé par l'Association des Autorails Touristiques de l’Yonne (AATY) ;
- Y 61** : préservé par le Musée de l'Ancienne Malterie de Champagne à La Chapelle-Saint-Luc (Aube).

### Y 6200

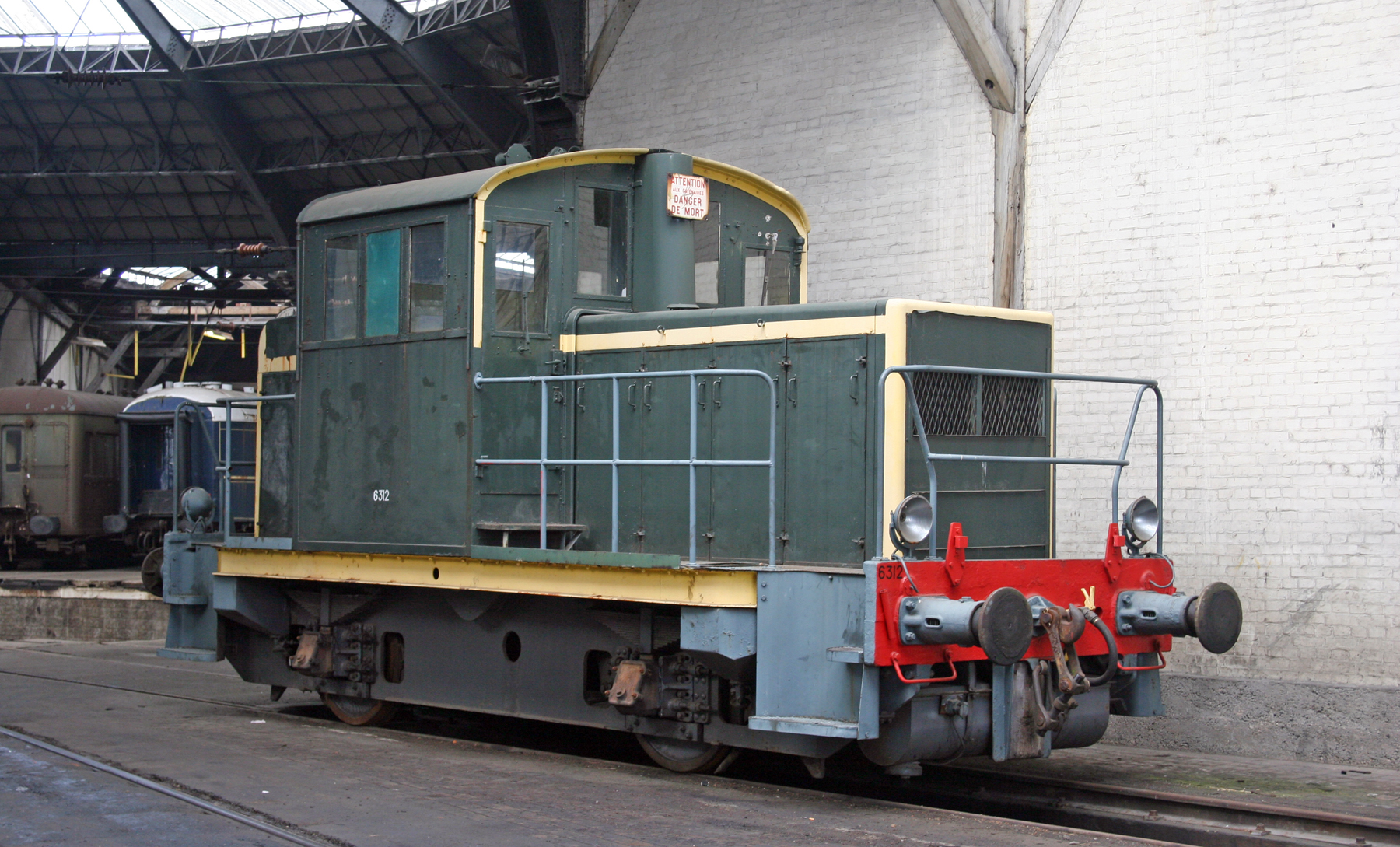
Y 6230 préservé par la Cité du Train

- Y 6013 : préservé en état de marche par l'Amicale des Anciens et Amis de la Traction à Vapeur section Nîmes (AAATV Nîmes) au Musée du Chemin de Fer de Nîmes (Gard) ;
- Y 6202 : préservé par le Chemin de Fer Touristique du Pays de l’Albret (CFTPA) ;
- Y 6207 : exposé en monument sur un rond-point à Saint-Laurent-Blangy (Pas-de-Calais) ;
- Y 6230 : préservé par la Cité du train ;
- Y 6233 : préservé par le Chemin de Fer Touristique du Pays de l’Albret (CFTPA) ;
- Y 6259 : préservé en état de marche par le Train Touristique Sarreguemines Bitche (T2SB).

### Y 6400

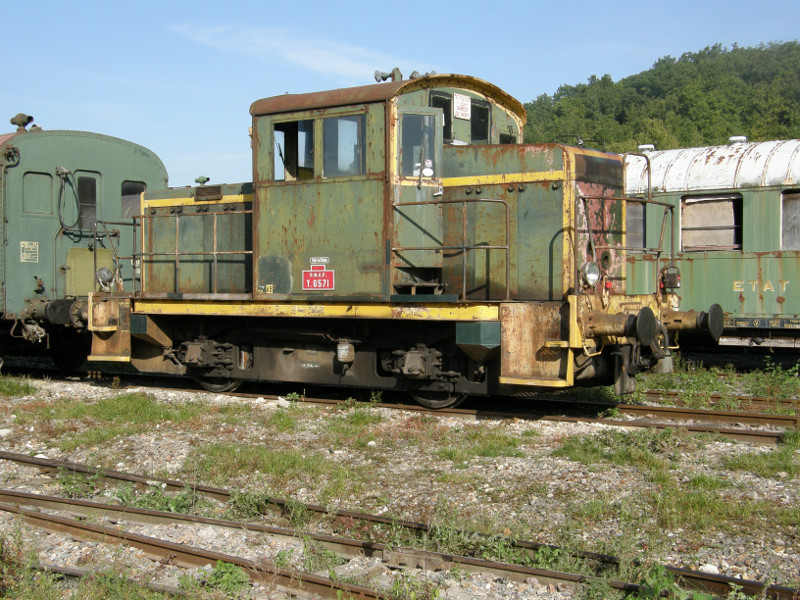
Y 6571 préservé par l’Ajecta avant sa remise en peinture

- Y 6424 : préservé en état de marche par l’Association du Train Touristique du Centre Var (ATTCV) ;
- Y 6431 : préservé en état de marche par le Chemin de Fer Touristique du Sud des Ardennes (CFTSA) ;
- Y 6482 : anciennement préservé par le Train Touristique de l’Ardèche Méridionale (Viaduc 07), revendu en 2009 à la coopérative Axéréal ;
- Y 6502 : préservé par l'association Le Train de La Sauve (LTLS) ;
- Y 6546 : préservé en état de marche par le Chemin de Fer Touristique du Pays de l’Albret (CFTPA) ;
- Y 6563 : anciennement préservé par le Chemin de fer à Vapeur des Trois Vallées (CFV3V) en Belgique, ferraillé en 2014 ;
- Y 6570 : préservé en état de marche par le Chemin de fer de la vallée de l'Eure (CFVE) ;
- Y 6571 : préservé en état de marche par l’AJECTA (Musée vivant du chemin de fer) ;
- Y 6574 : préservé en état de marche par le Train Touristique des Monts du Lyonnais (TTML) ;
- Y 6575 : exposé en monument à Guise (Aisne) ;
- Y 6610 : préservé en état de marche par le Chemin de Fer Touristique du Sud des Ardennes (CFTSA) ;
- Y 6617 : préservé en état de marche par l'Amicale des Anciens et Amis de la Traction Vapeur (Centre Val de Loire) (AAATV CVL).

### Y 7100

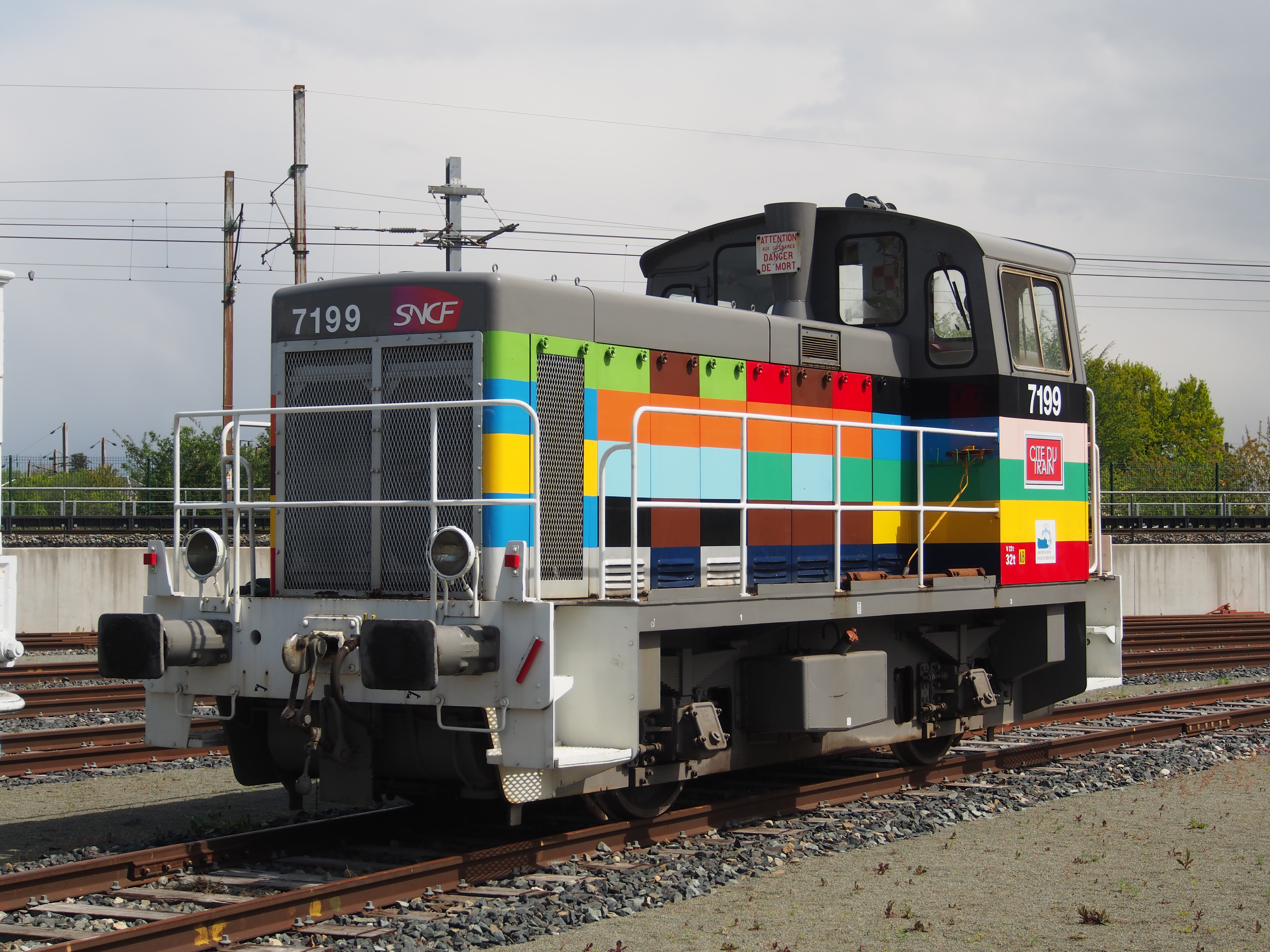
Y 7199 préservé par la Cité du Train

- Y 7108 : préservé en état de marche par la Cité du train ;
- Y 7199 : préservé en état de marche par la Cité du train ;
- Y 7208 : préservé en état de marche par le Train Touristique du Larzac (TTL) ;
- Y 7217 : préservé en état de marche par le Chemin de Fer de la Vendée (CFV) ;
- Y 7218 : préservé par la Cité du train ;
- Y 7282 : préservé en état de marche par le Parc naturel régional des Landes de Gascogne à l'Écomusée de Marquèze ;
- Y 7288 : préservé en état de marche par l'Agrivap ;
- Y 7294 : préservé en état de marche par le Train Touristique de Guîtres-Marcenais (TTGM) ;
- Y 7303 : préservé en état de marche par le Chemin de Fer de la Vendée (CFV).

### Y 7400

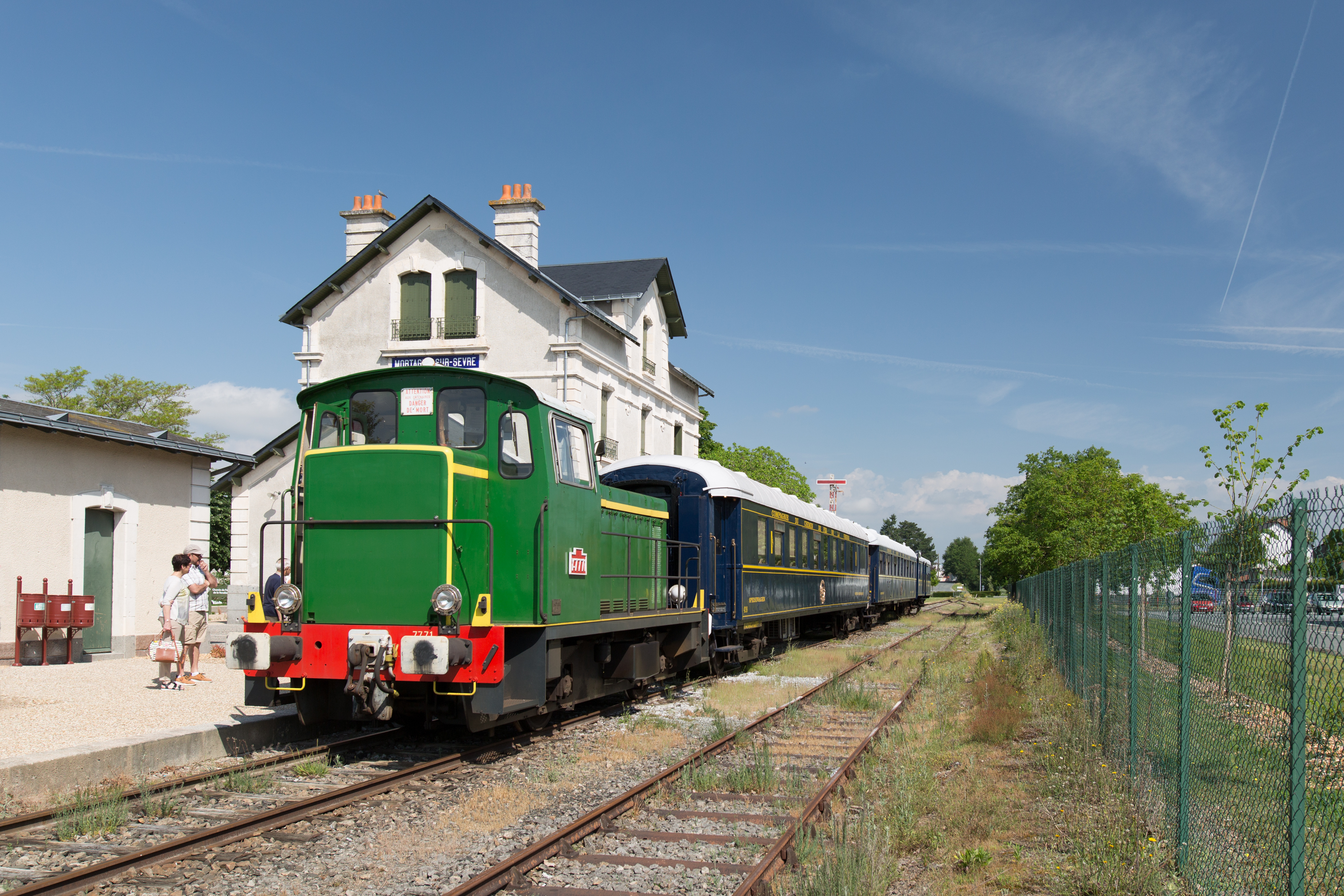
Y 7771 préservé par le CFV

- Y 7469 : préservé en état de marche par le Parc naturel régional des Landes de Gascogne à l'Écomusée de Marquèze ;
- Y 7528 : préservé en état de marche par la Transvap ;
- Y 7566 : préservé en état de marche par le Chemin de Fer Touristique du Sud des Ardennes (CFTSA) ;
- Y 7573 : préservé par le Train du pays Cathare et du Fenouillèdes (TPCF) ;
- Y 7581 : préservé par le Chemin de fer touristique du Haut Quercy (CFTHQ) ;
- Y 7583 : préservé en état de marche par le Parc naturel régional des Landes de Gascogne à l'Écomusée de Marquèze ;
- Y 7621 : préservé en état de marche par le Chemin de Fer de Charente-Limousine (CFCL) ;
- Y 7631 : préservé par le Train du pays Cathare et du Fenouillèdes (TPCF) ;
- Y 7648 : préservé en état de marche par le Train des Mouettes (TdM) ;
- Y 7675 : préservé en état de marche par l'Association pour la Préservation du Patrimoine et des Métiers Ferroviaires (APPMF) ;
- Y 7697 : préservé en état de marche par l'Amicale des Anciens et Amis de la Traction à Vapeur section Nîmes (AAATV Nîmes) au Musée du Chemin de Fer de Nîmes (Gard) ;
- Y 7771 : préservé en état de marche par le Chemin de Fer de la Vendée (CFV) ;
- Y 7813 : préservé en état de marche par le Chemin de fer de la vallée de l'Eure (CFVE) ;
- Y 7837 : préservé en état de marche par l'Association pour la Préservation du Matériel Ferroviaire Savoyard (APMFS).

### Y 8000
- Y 8017 : préservé en état de marche par le Train Touristique du Larzac (TTL).

### Y 11200
- Y 11251 : préservé en état de marche par le Chemin de fer de la vallée de l'Eure (CFVE).

### Y-BD 04150
- Y-BD 04151 : anciennement préservé par le Chemin de Fer du Ponthieu, ferraillé en 2005.

### Y-BD 12000
- Y-BD 12004 : préservé par le Parc naturel régional des Landes de Gascogne à l'Écomusée de Marquèze.

### Y-BE 14000
- Y-BE 14039 : préservé par le Musée Provençal des Transports Urbains et Régionaux (MPTUR) ;
- Y-BE 140** : préservé par le Cercle d'Études Ferroviaire Nord (CEF Nord) ;
- Y-BE 140** : préservé par le Cercle d'Études Ferroviaire Nord (CEF Nord) ;
- Y-BE 140** : préservé par le Chemin de fer de la vallée de l'Eure (CFVE) ;
- Y-BE 140** : préservé par le Chemin de fer de la vallée de l'Eure (CFVE) ;
- Y-BE 140** : anciennement préservé par l'Association des Amis de la Gare de Wassy, ferraillé en 2014 ;
- Y-BE 140** : exposé en monument sur un rond-point à Tignieu-Jameyzieu (Isère).

### Y-BE 15000
- Y-BE 15053 : préservé en état de marche par l'Association pour la Préservation du Matériel Ferroviaire Savoyard (APMFS).

### Y-BE 16000
- Y-BE 16002 : exposé en monument sur l’ancien embranchement particulier d’Atac Logistique à Cournon-d’Auvergne (Puy-de-Dôme).

### Y-DE 20000
- Y-DE 20001 : préservé par le Chemin de fer de la vallée de l'Eure (CFVE) ;
- Y-DE 20003 : préservé par le Chemin de fer de la vallée de l'Eure (CFVE).

### Y-MO 25000
- Y-MO 2500* : anciennement préservé par le Chemin de Fer Touristique des Hautes Falaises (CFTHF).

### Y-SP 30000
- Y-SP 30002 : préservé en état de marche par la Transvap.

## Draisines

### DU 49

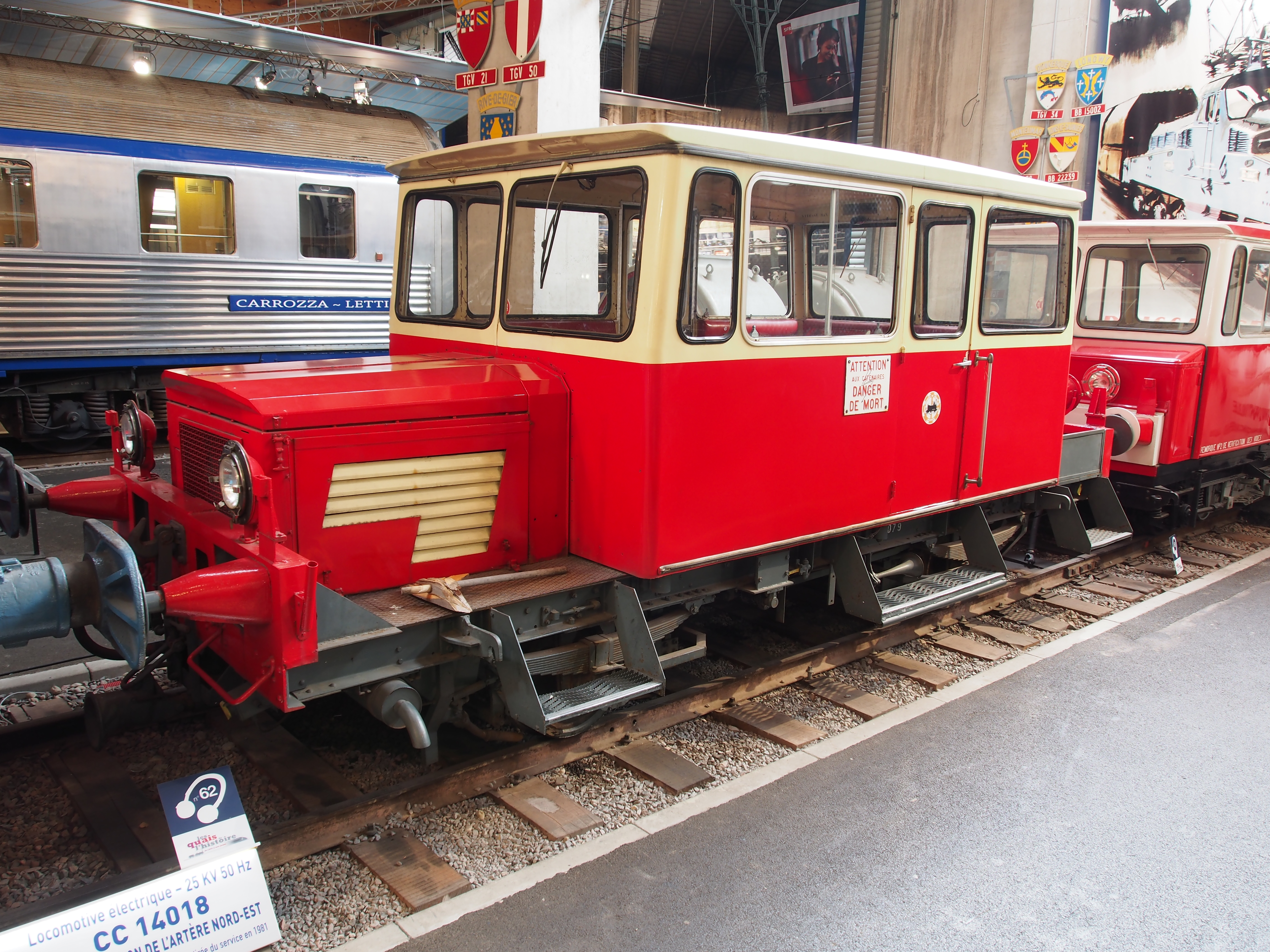
DU 49 4M.079 préservée par la Cité du Train

- DU 49 4M.034 : préservée par le Train des Mouettes (TdM), transformée en draisine EMC (Engin de Maintenance Caténaires) par la SNCF au début des années 1990 avec notamment l’installation d’une nacelle en toiture, équipements par la suite retirés en majorité lors de sa radiation ;
- DU 49 4M.035 : préservée par le Chemin de fer de la vallée de l'Eure (CFVE) ;
- DU 49 4M.041 : préservée par le Chemin de fer touristique du Haut Quercy (CFTHQ) ;
- DU 49 4M.042 : préservée par l’association Le Train de La Sauve (LTLS) ;
- DU 49 4M.047 : préservée par l'Agrivap ;
- DU 49 4M.052 : préservée en état de marche ;
- DU 49 4M.053 : préservée en état de marche par le vélorail de l’Espace Hermeline à Bussière-Galant (Haute-Vienne) ;
- DU 49 4M.055 : exposée en monument devant l'entrée du Jardin des Trains Ardéchois ;
- DU 49 4M.056 : préservée par le Camping le Haut Village à Saint-Michel-Chef-Chef (Loire-Atlantique), transformée en hébergement insolite ;
- DU 49 4M.067 : préservée en état de marche par le Centre de la Mine et du Chemin de Fer de Oignies (CMCF) ;
- DU 49 4M.076 : préservée par le Chemin de Fer de l'Allier (CFA) ;
- DU 49 4M.079 : préservée par la Cité du train ;
- DU 49 4M.0** : préservée par le Chemin de fer du Vivarais, convertie à voie métrique ;
- DU 49 4M.0** : préservée par le Train Touristique du Larzac (TTL) ;
- DU 49 4M.0** : préservée par le Vélorail du Périgord Vert, démotorisée et transformée en baladeuse ;
- DU 49 4M.0** : anciennement préservée par le Chemin de fer du Vivarais, convertie à voie métrique, et ferraillée à la suite d'un incendie ;
- DU 49 4M.0** : anciennement exposée en monument devant la gare de Brelidy-Plouhëc (Côtes-d'Armor).

### DU 50
- DU 50 4M.002 : exposée en monument en gare de Reims (Marne) ;
- DU 50 4M.003 : exposée en monument à Damelevières (Meurthe-et-Moselle) ;
- DU 50 4M.012 : préservée en état de marche par l'Association des Autorails Touristiques de l’Yonne (AATY) ;
- DU 50 4M.0** : préservée par le Vélorail du Périgord Vert, toit surélevé ;
- DU 50 4M.0** : préservée par le Vélorail du Périgord Vert, démotorisée et transformée en baladeuse ;

### DU 65

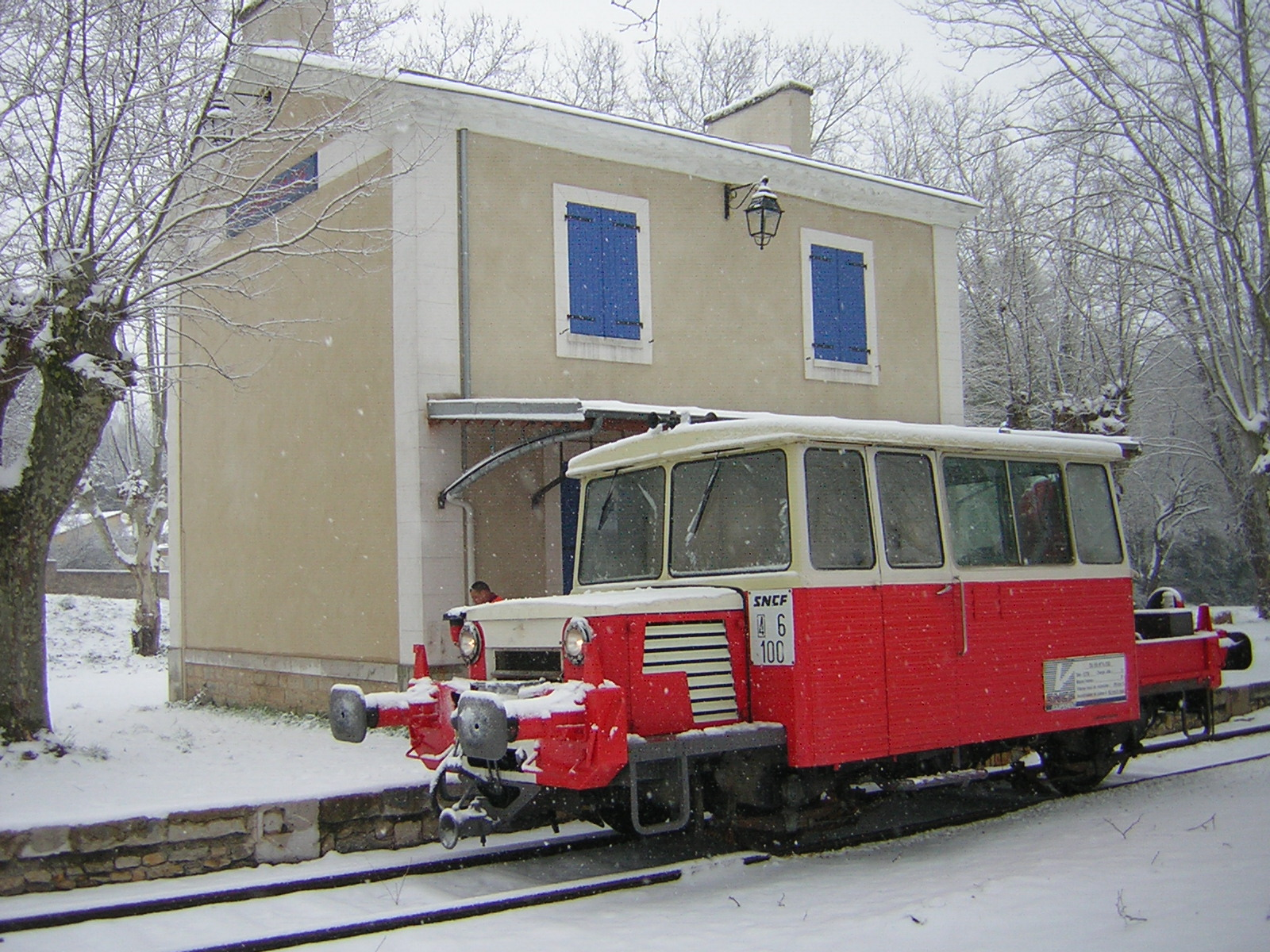
DU 65 6.100 préservée par l'ATTCV en gare de Ste-Anastasie

- DU 65 6.001 : préservée par le Train du pays Cathare et du Fenouillèdes (TPCF) ;
- DU 65 6.005 : préservée en état de marche par la Cité du train ;
- DU 65 6.007 : préservée en état de marche par les Chemins de Fer de la Haute Auvergne (CFHA) ;
- DU 65 6.010 : préservée par le Chemin de Fer de Charente-Limousine (CFCL) ;
- DU 65 6.021 : préservée par le Vélorail Val de Mortagne ;
- DU 65 6.028 : préservée par le Train Touristique des Monts du Lyonnais (TTML) ;
- DU 65 6.029 : préservée en état de marche par l'Amicale Caen-Flers (ACF) ;
- DU 65 6.034 : préservée par le Vélorail du Velay ;
- DU 65 6.035 : préservée en état de marche par les Chemins de Fer de la Haute Auvergne (CFHA) ;
- DU 65 6.037 : préservée en état de marche par le Chemin de Fer Touristique du Pays de l’Albret (CFTPA) ;
- DU 65 6.045 : préservée par le Train du pays Cathare et du Fenouillèdes (TPCF) ;
- DU 65 6.046 : préservée en état de marche par la Transvap ;
- DU 65 6.052 : préservée en état de marche par la Transvap ;
- DU 65 6.053 : préservée par le Train Touristique Pointe de Grave - Le Verdon - Soulac (PGVS) ;
- DU 65 6.056 : préservée par l'Amicale Caen-Flers (ACF) ;
- DU 65 6.059 : préservée en état de marche par le Train du pays Cathare et du Fenouillèdes (TPCF) ;
- DU 65 6.060 : préservée par le Vélorail du Velay ;
- DU 65 6.066 : préservée par l'Amicale Caen-Flers (ACF) ;
- DU 65 6.068 : préservée par l’Association du Train Touristique du Centre Var (ATTCV) ;
- DU 65 6.070 : préservée par le Train Touristique de la Vallée du Loir (TTVL) ;
- DU 65 6.073 : préservée par le Chemin de Fer de la Vendée (CFV) ;
- DU 65 6.079 : préservée en état de marche par le Chemin de Fer de la Vendée (CFV) ;
- DU 65 6.080 : préservée par le Train Touristique Pointe de Grave - Le Verdon - Soulac (PGVS) ;
- DU 65 6.085 : préservée par l'Agrivap ;
- DU 65 6.087 : préservée par le Chemin de fer touristique du Haut Quercy (CFTHQ) ;
- DU 65 6.100 : préservée en état de marche par l’Association du Train Touristique du Centre Var (ATTCV) ;
- DU 65 6.101 : préservée en état de marche par le Train Touristique du Larzac (TTL) ;
- DU 65 6.103 : préservée en état de marche par le Chemin de Fer de Charente-Limousine (CFCL) ;
- DU 65 6.104 : préservée par l'Agrivap ;
- DU 65 6.106 : préservée par le Chemin de Fer de Charente-Limousine (CFCL), démotorisée et transformée en wagon-atelier ;
- DU 65 6.107 : préservée par l'Agrivap ;
- DU 65 6.116 : préservée en état de marche par le Vélorail du Morvan ;
- DU 65 6.121 : préservée par le Chemin de Fer de la Vendée (CFV) ;
- DU 65 6.123 : préservée en état de marche par le Chemin de Fer du Haut-Forez (CFHF) ;
- DU 65 6.129 : préservée par le Train Touristique du Cotentin (TTC) ;
- DU 65 6.*** : préservée par le Chemin de Fer de Bon Repos (CFBR) ;
- DU 65 6.*** : préservée par le Chemin de Fer de Bon Repos (CFBR) ;
- DU 65 6.*** : préservée par le Chemin de fer touristique du Haut Quercy (CFTHQ) ;
- DU 65 6.*** : préservée en état de marche par le Vélorail de la Vallée de la Juine ;
- DU 65 6.*** : conservée par le Vélorail du Périgord Vert, caisse et châssis désolidarisés. Cette opération a été réalisée par le Chemin de fer touristique du Haut Quercy (CFTHQ), le châssis étant réutilisé après transformation comme baladeuse. La caisse vide, qui se situe toujours au Chemin de fer touristique du Haut Quercy (CFTHQ), a quant à elle été utilisée par l'association comme guichet jusqu'à la fin des années 2000. Le châssis transformé en baladeuse est donc lui conservé par le Vélorail du Périgord Vert ;
- DU 65 6.*** : exposée en monument sur un rond-point à Sommières (Gard).

### DU 84
- DU 84 6.602 : préservée en état de marche par le Train Touristique du Larzac (TTL).

### D80 D1
- D80 D1 6.263 : anciennement préservée par le Chemin de Fer Touristique Pontarlier-Vallorbe (CFTPV, ou Coni'fer), ferraillée en 2019 à la suite d'un incendie[réf. souhaitée].

### BR 81
- BR 81 6.203 : préservée par la Cité du train.

### Billard 4.4.29
- 2M.003 : préservée par le Musée HistoRail à Saint-Léonard-de-Noblat (Haute-Vienne) ;
- 2M.004 : préservée par les Chemins de Fer de la Haute Auvergne (CFHA) ;
- 2M.007 : conservée et anciennement préservée par les Chemins de Fer de la Haute Auvergne (CFHA), caisse et châssis désolidarisés, le châssis étant réutilisé comme wagon plat, et la caisse comme abri-bûches.

### Billard 4.4.31

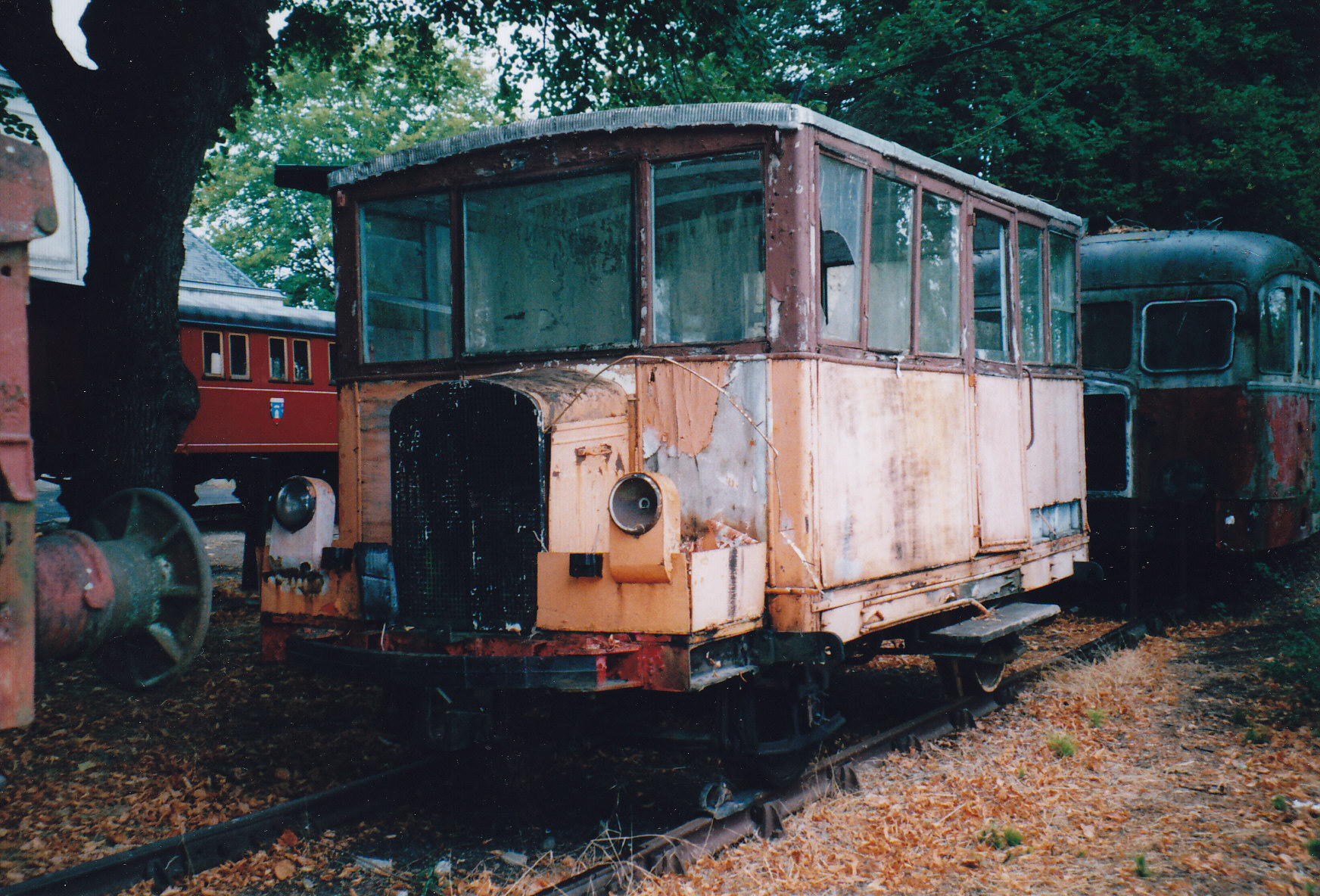
Billard 4.4.31 2P.661 préservée par le TTGM

- 2P.613 : préservée par la Gare Vélo-Rail de Médréac (Ille-et-Vilaine) ;
- 2P.661 : préservée par le Train Touristique de Guîtres-Marcenais (TTGM) ;
- 2P.6** : conservée et anciennement préservée par le Train Touristique de Guîtres-Marcenais (TTGM), caisse et châssis désolidarisés, le châssis étant réutilisé après transformation comme wagon plat à ridelles rabattables ;
- 2P.6** : conservée et anciennement préservée par le Train Touristique de Guîtres-Marcenais (TTGM), caisse et châssis désolidarisés, le châssis étant réutilisé comme wagon plat ;
- 2P.6** : anciennement préservée par le Train Touristique de Guîtres-Marcenais (TTGM), situation actuelle inconnue.

### Campagne type DC **
- 2P.417 : préservée en état de marche par l'Association Lorraine d'Exploitation et de Modélisme Ferroviaires (ALEMF) ;
- 2P.*** : préservée en état de marche par la Transvap.

### Campagne type DC ** Est
- 5M.042 : préservée en état de marche par le Vélorail de la Vallée du Spin ;
- 5M.046 : préservée par le Train Touristique de Guîtres-Marcenais (TTGM) ;
- 5M.0** : préservée en état de marche par le musée Rosny-Rail.

### Campagne type DC ** Sud-Est (Groupe 4)
- 4M.092 : préservée par le Train Touristique de Guîtres-Marcenais (TTGM) ;
- 4M.099 : préservée par l'Amicale des Anciens et Amis de la Traction à Vapeur section Nîmes (AAATV Nîmes) au Musée du Chemin de Fer de Nîmes (Gard).
- 4M.104 : préservée par le Chemin de Fer de Charente-Limousine (CFCL), nacelle installée sur le toit, démotorisée ;
- 4M.*** : préservée par le Vélorail du Périgord Vert ;
- 4M.*** : préservée par le Centre de la Mine et du Chemin de Fer de Oignies (CMCF) ;
- 4M.*** : conservée par le Vélorail du Périgord Vert, caisse et châssis désolidarisés.

### Campagne type DC 37 Sud-Est (Groupe 5)
- 5M.057 : préservée par le Train du pays Cathare et du Fenouillèdes (TPCF).

### Delaunay-Bellevilletype RDB2
- 5M.008 : anciennement préservée par le Train Touristique de Lamalou-les-Bains à Mons-la-Trivalle (TTLM), situation actuelle inconnue ;
- 5M.018 : préservée par l'association Quercyrail au Musée du Rail à Cajarc ;
- 5M.027 : préservée par le Train Touristique ÉtrÉtat-PAys de Caux (TTEPAC) ;
- 5M.028 : préservée par le Train Touristique ÉtrÉtat-PAys de Caux (TTEPAC) ;
- 5M.0** : préservée en état de marche par le Vélorail du Velay ;
- 5M.0** : préservée en état de marche par la Compagnie Internationale des Trains Express à Vapeur (CITEV) ;
- 5M.0** : conservée et anciennement préservée par le Train Touristique Pointe de Grave - Le Verdon - Soulac (PGVS), caisse et châssis désolidarisés, le châssis étant réutilisé après transformation comme baladeuse.

### Renault MN
- 1P.106 : préservée par la Cité du train.

### Renault SM

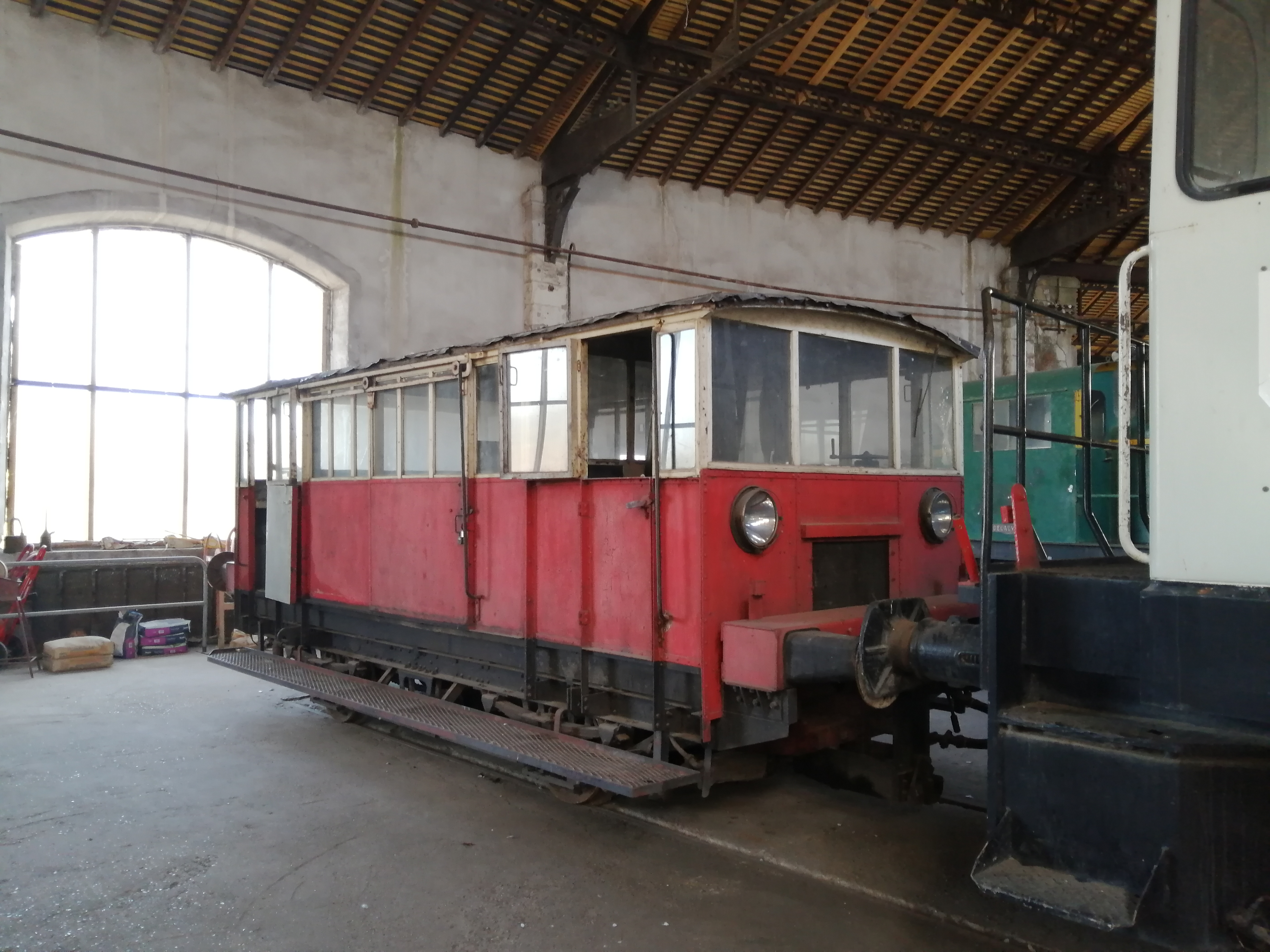
Renault SM 3M.774 préservée par l'association RFVL

- 3M.004 : anciennement préservée par le Train Touristique Pointe de Grave - Le Verdon - Soulac (PGVS), situation actuelle inconnue ;
- 3M.010 : exposée en monument sur un rond-point à Saint-Pourçain-sur-Sioule (Allier) ;
- 3M.023 : anciennement préservée par le Train Touristique de Guîtres-Marcenais (TTGM), situation actuelle inconnue ;
- 3M.027 : préservée par l'Association des Chemins de Fer des Côtes-du-Nord (ACFCdN) ;
- 3M.029 : préservée en état de marche par l'association du Vélorails Du Pays Chartrain (VDPC) ;
- 3M.032 : anciennement préservée par le Train Touristique de Guîtres-Marcenais (TTGM), situation actuelle inconnue ;
- 3M.035 : préservée par le Vélorail du Périgord Vert ;
- 3M.036 : préservée par l'Association des Chemins de Fer des Côtes-du-Nord (ACFCdN) ;
- 3M.037 : anciennement préservée par le Train Touristique Pointe de Grave - Le Verdon - Soulac (PGVS), situation actuelle inconnue ;
- 3M.039 : anciennement préservée par le Train Touristique de Guîtres-Marcenais (TTGM), situation actuelle inconnue ;
- 3M.713 : préservée par le Train du Bas-Berry (TBB), convertie à voie métrique ;
- 3M.720 : préservée par l'Association des Chemins de Fer des Côtes-du-Nord (ACFCdN), convertie à voie métrique ;
- 3M.734 : anciennement préservée par le Chemin de Fer Touristique des Hautes Falaises (CFTHF) ;
- 3M.749 : préservée par le Cercle d'Études Ferroviaire Nord (CEF Nord) ;
- 3M.757 : préservée par l'association Rotonde Ferroviaire de la Vallée du Loir (RFVL) ;
- 3M.771 : préservée par l'Amicale des Anciens et Amis de la Traction à Vapeur section Nîmes (AAATV Nîmes) au Musée du Chemin de Fer de Nîmes (Gard) ;
- 3M.774 : préservée par l'association Rotonde Ferroviaire de la Vallée du Loir (RFVL) ;
- 3M.0** : préservée en état de marche à la Sucrerie de Beauport en Guadeloupe, convertie à voie métrique ;
- 3M.0** : préservée par le Chemin de Fer de Bon Repos (CFBR) ;
- 3M.0** : préservée par le Chemin de Fer de Bon Repos (CFBR) ;
- 3M.0** : anciennement préservée par le Train Touristique Pointe de Grave - Le Verdon - Soulac (PGVS), situation actuelle inconnue ;
- 3M.0** : anciennement préservée par l'Association des Amis de la Gare de Wassy.
- 3M.0** : anciennement préservée par le Chemin de Fer du Haut-Forez (CFHF), ferraillée en 2018 à la suite de nombreux problèmes mécaniques[réf. souhaitée] ;
- 3M.7** : anciennement préservée par le Chemin de Fer Touristique des Hautes Falaises (CFTHF) ;
- 3M.7** : anciennement préservée par le Chemin de Fer Touristique des Hautes Falaises (CFTHF).

### Wickham Works type 18
- 1P.317 : préservée par le Train Touristique de Guîtres-Marcenais (TTGM), démotorisée et équipée d’une citerne à eau intérieure, affectée au traitement en ligne des départs de feu.

### Autres draisines aux séries non-identifiées

#### Campagne
- 3P.435 : préservée par le Muséeotrain à Semur-en-Vallon (Sarthe).

#### Constructeur non-identifié
- 4M.0** : préservée par le Vélorail du Périgord Vert ;
- 4M.0** : préservée par le Vélorail du Périgord Vert, démotorisée et transformée en baladeuse ;
- 4M.0** : anciennement préservée par le Chemin de Fer Touristique des Hautes Falaises (CFTHF) ;
- **.*** : conservée par le Train Touristique Pointe de Grave - Le Verdon - Soulac (PGVS), caisse et châssis désolidarisés, le châssis étant réutilisé après transformation comme baladeuse.

### Boureuses d'appareils

#### UNIMA 08-16 GS
- UNIMA 08-16 GS 99 87 92 22 007-6 : préservée par le Chemin de fer touristique du Haut Quercy (CFTHQ).

#### UNIMA 08-75 GV
- UNIMA 08-75 GV 7.301 : préservée par la Cité du train.

### Engins Maintenance Caténaires (EMC)

#### EMC 350
- EMC 350 6.352 : préservé par le Train Touristique du Larzac (TTL).

### Épareuses

#### Épareuse DAC 83
- DAC 83 8.401 : préservée en état de marche par le Chemin de Fer du Centre Bretagne (CFCB).

## Voie Métrique

### Locomotives

#### Locomotives vapeurs

##### 020+020T Mallet
- 020+020T no 101 : préservée en état de marche par le Velay Express  Classé MH (1987)[55] ;
- 020+020T no 104 : préservée par le Chemin de fer du Vivarais.

#### Locomotives thermiques

##### BB 400
- BB 401 : préservé par le Chemin de Fer de Bon Repos (CFBR).

### Autorails

#### A 150 D1 / AM 20 à 25 / X 150
- X 153 : préservé par un particulier dans la Drôme.

#### X 157 à 158
- X 157 : préservé par le Chemin de Fer de la Baie de Somme (CFBS) ;
- X 158 : préservé par l'Association des chemins de fer des Côtes-du-Nord (ACFCdN)  Classé MH (2004)[56].

#### X 200
- X 202 : préservé par l'Association des chemins de fer des Côtes-du-Nord (ACFCdN) ;
- X 205 : préservé en état de marche par le Train du Bas-Berry (TBB) ;
- X 206 : préservé par le Chemin de Fer de Bon Repos (CFBR).

#### X 210
- X 211 : préservé en état de marche par le Train du Bas-Berry (TBB) ;
- X 212 : préservé en état de marche par le Chemin de Fer de la Baie de Somme (CFBS) ;
- X 213 : préservé par le Chemin de fer de la baie de Somme (CFBS).

#### X 220
- X 224 : préservé en état de marche par le Train du Bas-Berry (TBB).

#### X 230
- X 232 : préservé par le Musée des Tramways à Vapeur et des chemins de fer Secondaires français (MTVS)  Classé MH (2004)[57].

#### X 240
- X 241 : préservé en état de marche par le Train du Bas-Berry (TBB) ;
- X 242 : préservé en état de marche par le Train du Bas-Berry (TBB).

### Automotrices

#### Automotrices mono-courant 750 Volts continu (3erail)

##### Z 100
- Z 103 : préservée, situation actuelle inconnue.

#### Automotrices mono-courant 850 Volts continu (3erail)

##### Z 600
- Z 604 : préservée par la Cité du train.

### Fourgons automoteurs

#### Fourgons automoteurs mono-courant 850 Volts continu (3erail)

##### Z 200 (Savoie)
- Z 209 : préservé par la Cité du train ;
- Z 216 : préservé par le Chemin de fer de Bon-Repos (CFBR)  Classé MH (1986)[58].

## Voie de 50 cm

### Locotracteurs

#### Chantiers et Atelier de Construction de Lyon (CACL) JW15
- JW15 D1 : préservé par le Chemin de fer touristique du Tarn (CFTT).